# Autoroute 401 (Ontario)
Pour les articles homonymes, voir 401 (homonymie) et Route 401.
L'autoroute 401 est une autoroute de série 400 majeure, située dans la province de l'Ontario, au Canada. La 401 est située dans le sud-ouest, le sud et l'est de l'Ontario, traversant la région la plus peuplée de la province et du pays, passant notamment par les villes de Windsor, London, le grand Toronto et Kingston. Elle constitue, avec l'autoroute 20, l'épine dorsale du réseau routier du corridor Windsor-Québec. La 401 traverse un bassin de population avoisinant les douze millions d'habitants.
D'une longueur de 823 kilomètres, entièrement située en Ontario, elle est la plus longue autoroute ontarienne (de série 400), ainsi que la plus longue sous la même juridiction dans une même province (MTO) au pays. En date de 2025, l'autoroute 401 n'est toujours pas terminée à l'ouest, à Windsor, alors que le lien autoroutier vers le Michigan est en construction. Depuis juin 2015, les kilomètres 5 à 12 ont été mis en service, et les kilomètres 0 à 5, soit la fin de la Herb Gray Parkway et le pont Gordie Howe qui rejoindra l'Interstate 75, sont en construction. 

L'autoroute est désignée comme étant l'autoroute Macdonald-Cartier (Macdonald-Cartier Freeway en anglais) sur toute sa longueur, en l'honneur des pères de la confédération. Entre Toronto et Trenton, elle est également appelée l'Autoroute des Héros.

L'autoroute 401 possède une orientation ouest-est. À l'ouest, elle relie l'Ontario au Michigan et la grande région de Détroit-Windsor, même si la 401 ne se rend toujours pas jusqu'à la frontière avec les États-Unis. C'est la principale voie de transport commercial entre Toronto et les États-Unis. À l'est, elle relie à l'autoroute 20 du Québec en direction de la métropole québécoise, Montréal.

La limite de vitesse sur la plupart de l'autoroute 401 est de 100 km/h, bien que sur certains tronçons, le gouvernement a augmenté la limite de vitesse à 110 km/h.

La 401, dans sa section de Toronto, est l'autoroute la plus fréquentée d'Amérique du Nord, avec une utilisation dépassant les 425 000 véhicules à Toronto, et est souvent référée comme étant la « route la plus achalandée au monde ».

## Tracé
Plusieurs sections séparent les villes de contrôle de l'autoroute 401. Les villes de contrôles sont Windsor, London, Toronto, Kingston, Cornwall (ainsi que Montréal vers le Québec).

### Extrémité ouest

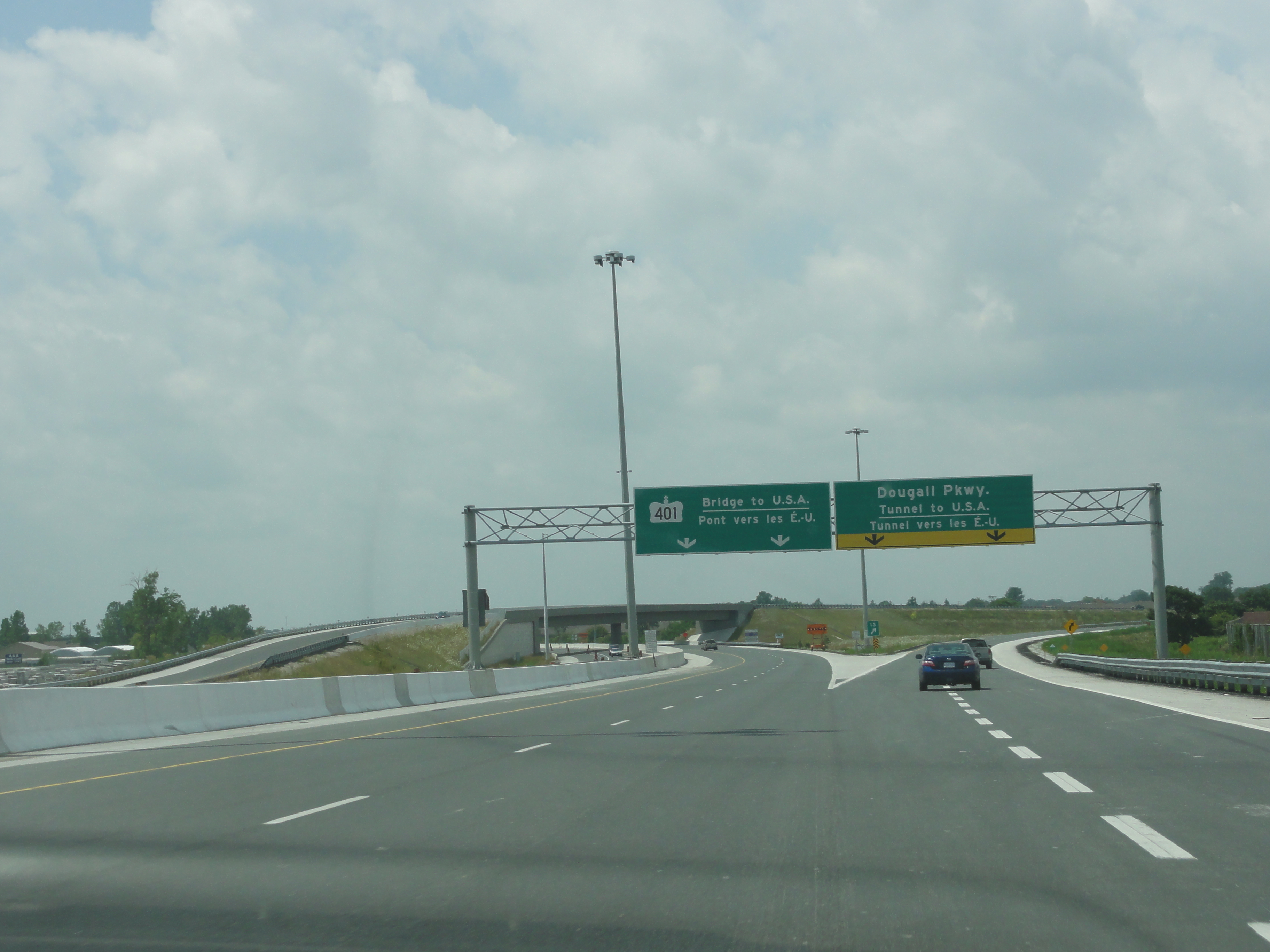
Un kilomètre à l'est de l'ancien terminus ouest de la 401 au kilomètre 12 à Windsor, alors qu'elle se termine sur la route 3 vers le pont Ambassadeur, vers Détroit. En date de, ce terminus est situé 8 kilomètres plus à l'ouest.

L'extrémité sud-ouest de l'autoroute 401 est situé dans les limites de la ville de Windsor. En date de 2025, les voies de la 401 se terminent sur la route 3 de l'Ontario aussi nommée la route Huron Church (Huron Church Road). La fin des voies correspond au kilomètre 4,31 de la 401, car 4,31 kilomètres séparent la 401 du pont vers Détroit (frontière des États-Unis au milieu de la rivière Détroit), le pont Gordie Howe. Actuellement, la Huron Church Road (3 ouest) est le seul lien avec la traversée actuelle vers Détroit, le pont Ambassadeur, vers les Interstates 75 (Détroit centre / Toledo, OH), 94 (banlieues ouest et est / Chicago, IL), et 96 (banlieues Nord / Lansing, MI). Plusieurs destinations américaines importantes sont accessibles depuis le pont Ambassadeur.
Plus de sept feux de circulation doivent être franchis dans Windsor avant d'atteindre le pont Ambassadeur, sur une distance de quatre kilomètres.
Le terminus sud-ouest actuel est la sortie 5 de la 401 (direction Ouest), juste au Sud de la E. C. Row Expressway. Avant juin 2015, ce terminus était situé sept kilomètres à l'est (km 12).

### Windsor

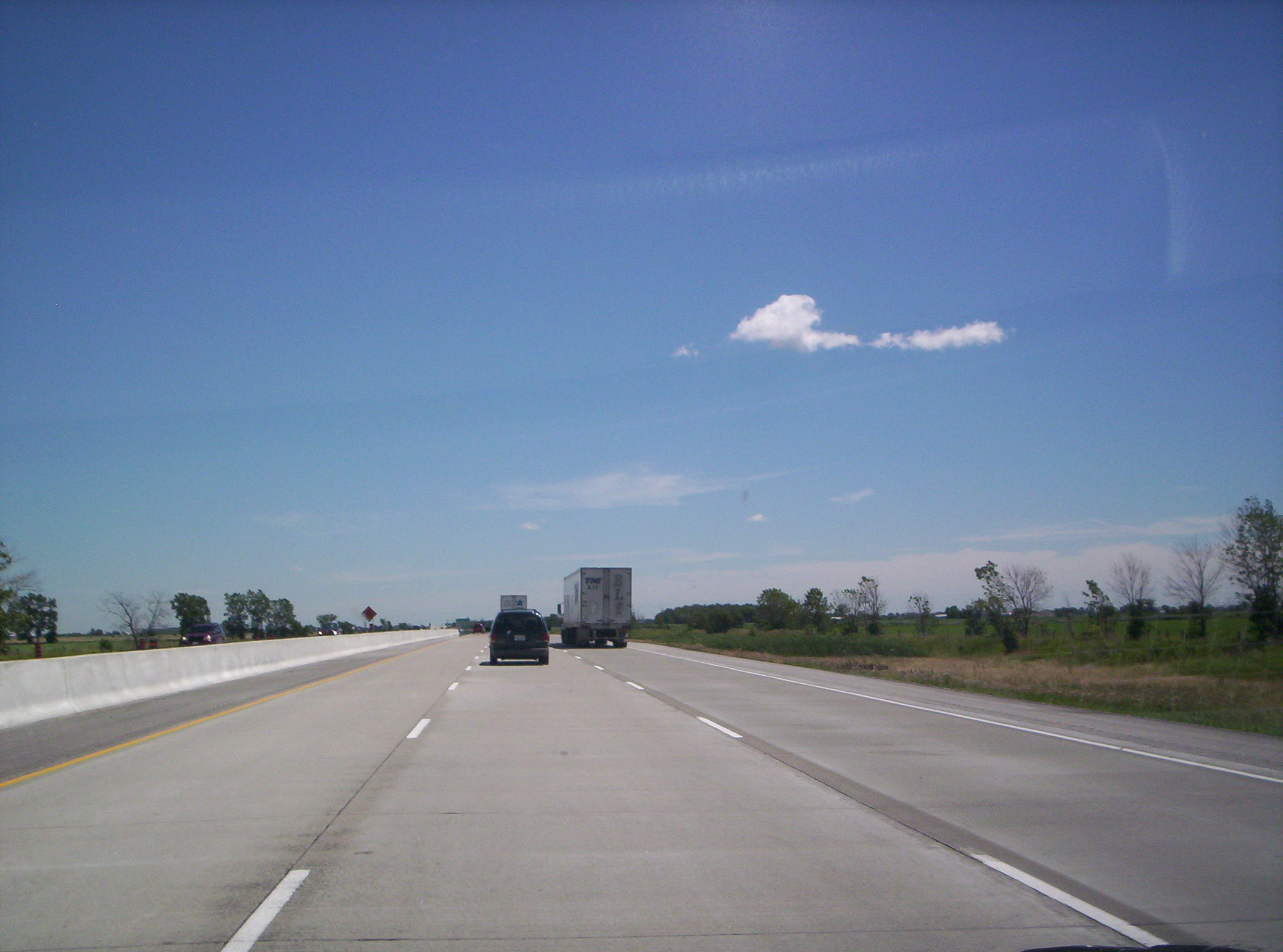
L'autoroute 401 à l'est de Windsor, une autoroute à six voies en ciment.

Les sept premiers kilomètres de la 401 (km 5–12) ont été ouverts en juin 2015, et cette section est nommée la Herb Gray Parkway. Elle suit de très près la route 3 (Huron Church Road, ancienne voie principale), majoritairement à l'ouest de celle-ci, mais ne la remplace cependant pas; en effet, la 3 a été à quelques endroits reconstruites pour enjamber la 401, des deux côtés de l'autoroute. 
Cette section de la 401 est essentiellement située sous terre, avec trois courts tunnels aménagés pour passer sous les rues de Windsor et du secteur LaSalle. Deux échangeurs sont aménagés (sorties 7 et 10) dans cette section. Elle se dirige vers le sud-est sur les trois premiers kilomètres (5–8), puis courbe légèrement vers l'est-sud-est jusqu'au kilomètre 12, soit en suivant exactement le tracé de la Huron Church Road.
À la frontière des villes de LaSalle et Tecumseh, la 401 courbe à 60° pour se diriger vers le nord-est, en possédant un vaste échangeur avec la 3, vers Essex et Leamington (au km 12). Ce point à d'ailleurs longtemps été le terminus ouest de la MacDonald-Cartier Freeway, entre 1957 et 2015. Peu après la sortie 12, la 401 prend son tracé originel en se dirigeant vers le à nord-est sur deux kilomètres, servant de frontière entre LaSalle et Tecumseh. Aux kilomètres 13 et 14, deux échangeurs sont présents, la sortie 13 étant signalisée pour Windsor centre-ville et le tunnel vers les États-Unis (tunnel Windsor-Détroit reliant les deux centres-villes). À la hauteur de la sortie 14 (vers l'aéroport et Division Road), la MacDonald-Cartier Freeway tourne vers l'est, direction qu'elle gardera pour les 35 prochains kilomètres. Le territoire devient essentiellement agricole plus on s'éloigne vers l'est à partir de la sortie 14. Au kilomètre 21, elle traverse la route de comté 19, et par le fait même la limite entre les municipalités de Tecumseh et Lakeshore.

### Windsor – London
La 401 devient alors le principal lien vers le reste de l'Ontario à partir de l'agglomération de Détroit–Windsor. Elle demeure la seule autoroute dans l'extrême sud-ouest ontarien ainsi que la principale voie rapide vers London, la deuxième ville de contrôle.
Entre les kilomètres 21 et 50, l'autoroute 401 traverse un territoire uniquement agricole et extrêmement plat, l'une des régions les plus fertiles du Canada, dans cette grande pointe entre le lac Saint-Clair (extrême sud du lac Huron) et l'ouest du lac Érié. Elle possède environ une sortie à chaque sept kilomètres jusqu'au kilomètre 63. Elle passe au sud de la municipalité de Belle River, au nord de Comber, et tout juste au nord de la ville de Tilbury, au kilomètre 60. Avant Tilbury, elle croise la route 77 sud vers Leamington, Staples, et la pointe-Pelée, le point le plus au sud du Canada .
Tilbury est le seul village à se situer directement à côté de l'autoroute entre Windsor et London. Un centre de services est présent après la sortie 63, des deux côtés.
Elle adopte par la suite une orientation davantage nord-est jusqu'aux approches de London. De nombreuses éoliennes sont visibles depuis l'autoroute 401 dans l'extrême sud-ouest ontarien, le territoire très plat favorisant les grand vents.
La 401 rejoint la ville de Chatham-Kent entre les kilomètres 81 et 90, soit les deux échangeurs menant vers la ville. La grande route passe quelques kilomètres au sud de la ville, ne croisant que la route 40 comme route provinciale. La distance entre les échangeurs est ensuite beaucoup plus grande, variant entre huit et douze kilomètres jusqu'au kilomètre 157. Au kilomètre 109, elle possède un échangeur permettant l'accès à Ridgetown et Dramesville. Highgate est une municipalité située au sud de la 401 à la hauteur de la sortie 117. Rodney et West Lorne bordent l'autoroute quelques kilomètres au sud à la hauteur des échangeurs 129 et 137. Un centre de service est présent au kilomètre 147, dans les deux directions. 
 Sur ses 160 premiers kilomètres, la 401 traverse le centre de la péninsule de l'extrême sud-ouest ontarien en étant parallèle à la côte du lac Érié. En effet, elle suit les rives environ 15 à 20 kilomètres à l'intérieur des terres. Au kilomètre 160, elle entre beaucoup plus dans les terres pour rejoindre London.
L'autoroute 401 continue de se diriger vers le nord-est sur 17 kilomètres en traversant une région uniquement agricole. Au kilomètre 177, alors qu'elle croise la route 4 de l'Ontario (vers St. Thomas et l'autoroute 402 ouest), elle entre dans la région métropolitaine de London .

### London

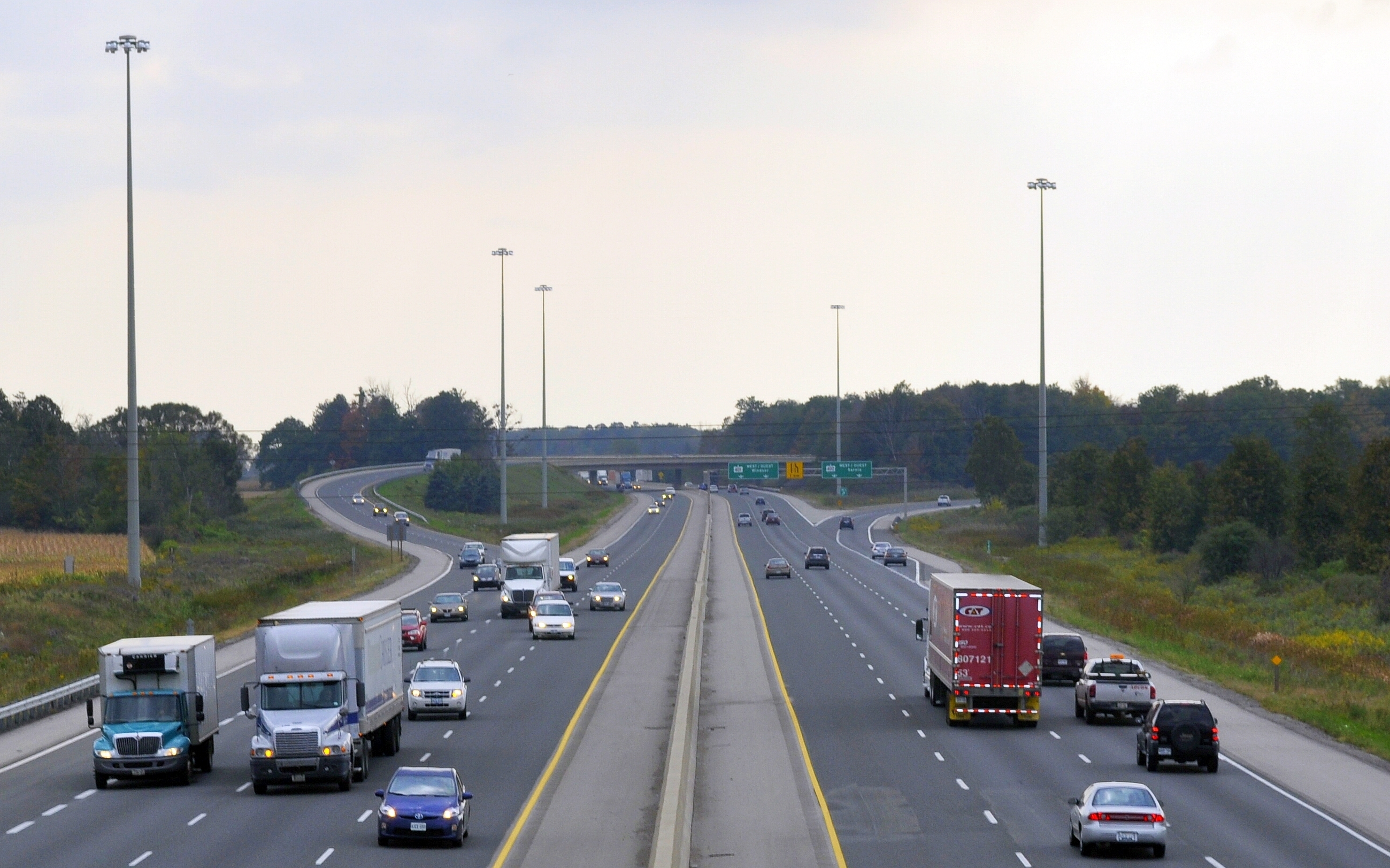
La jonction entre les autoroutes 401 et 402 au sud-ouest de London.

Arrivant au sud-ouest de la ville de London, l'autoroute Macdonald-Cartier commence par traverser une région agricole prédominante jusqu'au kilomètre 183, où elle croise l'autoroute 402 dans un échangeur partiel. L'autoroute 402 est seulement accessible depuis la 401 ouest. L'autoroute 402 ouest est une autre possibilité pour aller aux États-Unis, alors qu'elle connecte 100 kilomètres à l'ouest à la ville de Sarnia ainsi qu'au pont Bluewater, vers Port Huron au Michigan ainsi que les interstates 69 et 94. 
La 401 s'élargir ensuite à une autoroute à six voies pour traverser le sud de la ville de London. Elle possède trois échangeurs vers le centre-ville, soit les sorties 186 (Wellington Road), 189 (Highbury Avenue) et 194 (Veterans Memorial Parkway). Après Windsor, London est la deuxième ville de contrôle de la 401.
Elle adopte une orientation vers le nord-est entre les kilomètres 183 et 187, puis vers l'est jusqu'à ce qu'elle quitte l'agglomération de London. L'autoroute 401 demeure la principale autoroute connectrice du grand London.

### London – Toronto

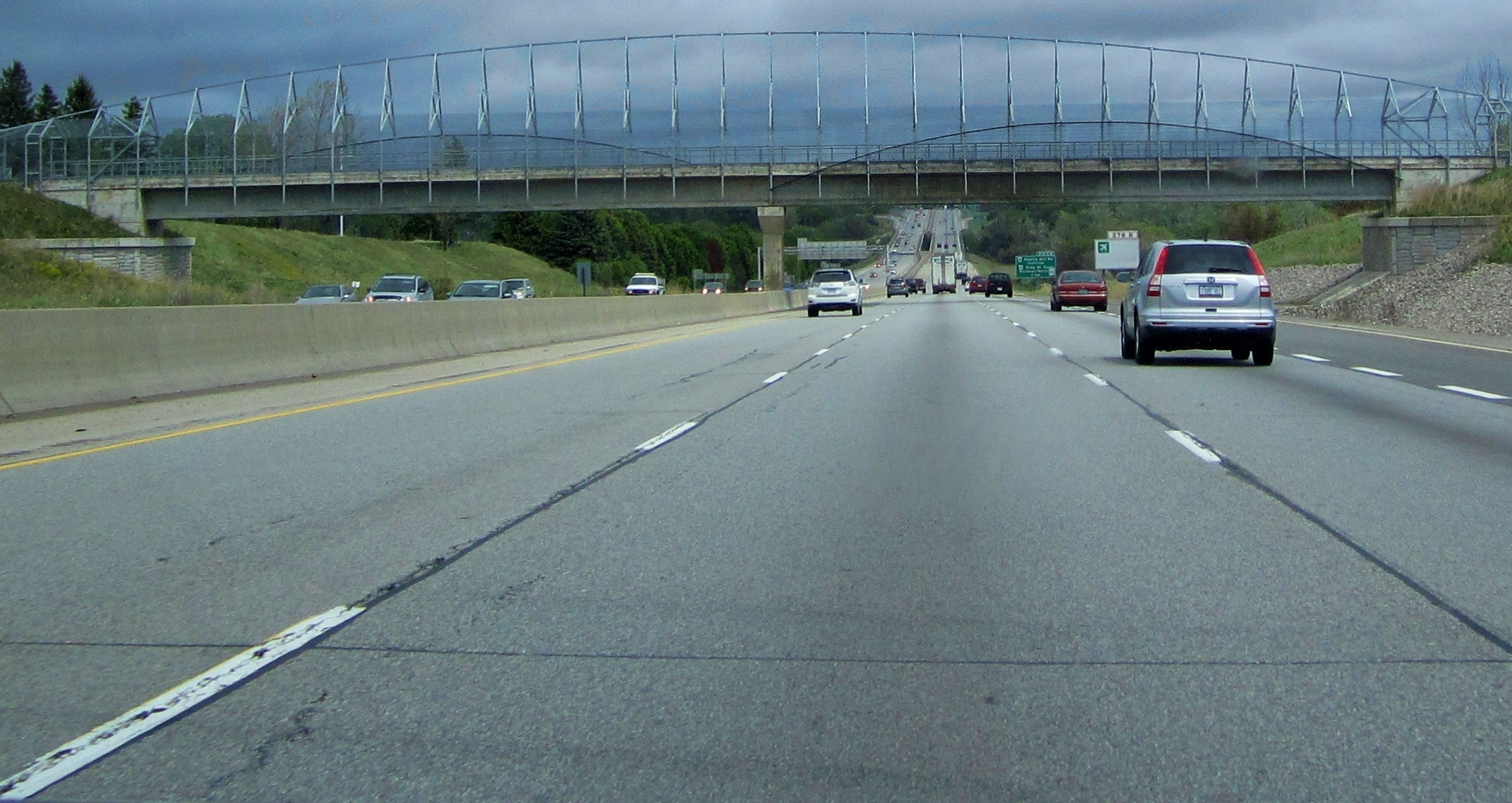
À Kitchener-Cambridge, au kilomètre 294.

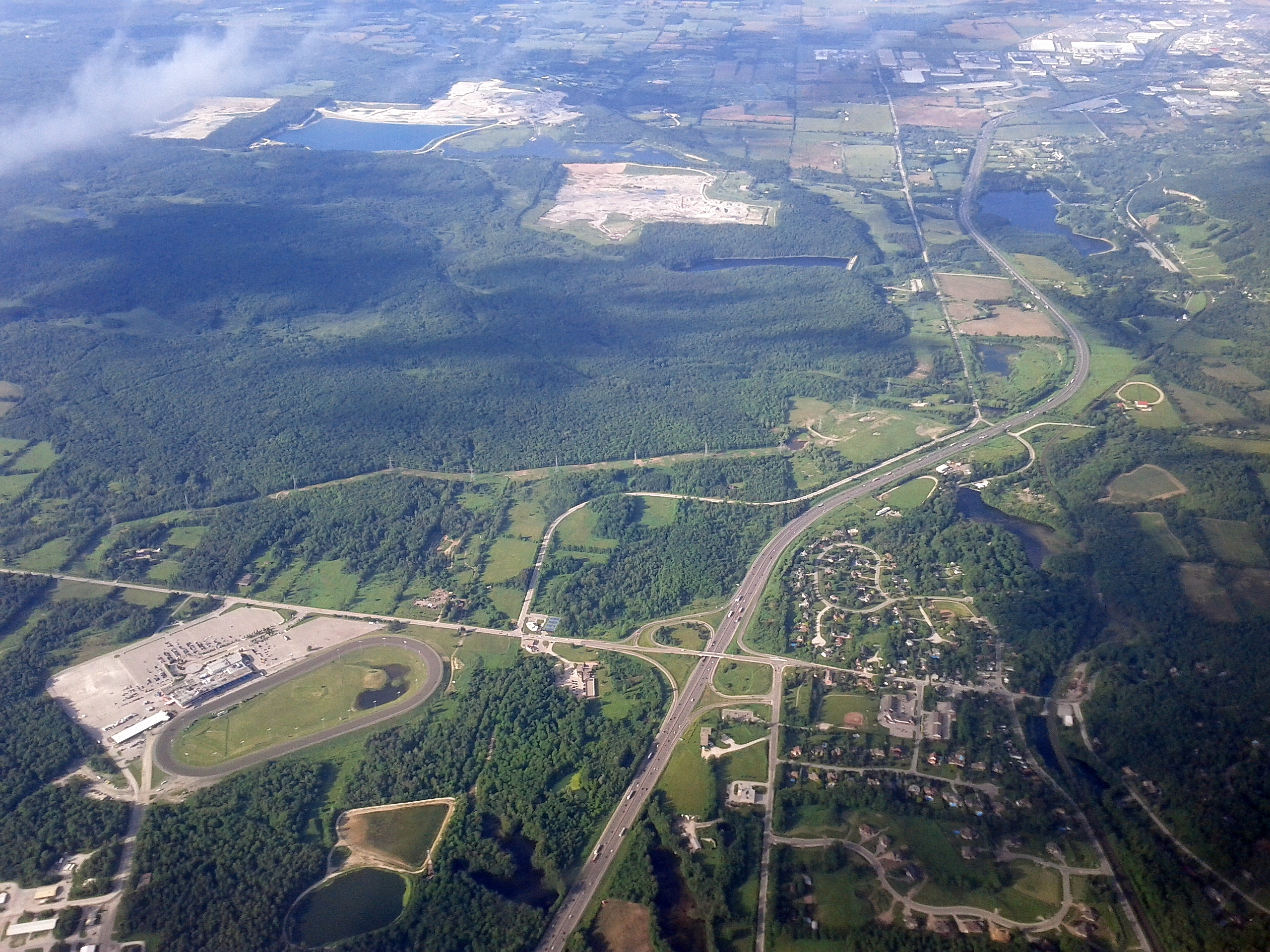
Une vue aérienne de l'autoroute 401 au kilomètre 312, à l'ouest de Milton.

Le débit du trafic devient plus grand dans cette section, en raison notamment de l'approche de la grande région de Toronto, mais aussi à cause de la venue du trafic à la fois des autoroutes 401 et 402 vers l'est. 
Pour les 13 kilomètres à l'est de London, l'autoroute 401 se dirige vers l'est-nord-est, traversant entre autres le quartier industriel à l'est de London (aux alentours du kilomètre 195) et par la suite des champs principalement. Au kilomètre 210, elle tourne directement vers le nord-est pour une distance de 25 kilomètres. Elle croise la route 19 au kilomètre 218, passe à proximité des villages de Ingersoll (au nord) et de Salford (au sud). Un centre de service, situé des deux côtés de l'autoroute, est présent près du kilomètre 224. L'autoroute 401 arrive ensuite dans la ville de Woodstock.
Elle traverse majoritairement la secteur sud de Woodstock, entre les kilomètres 235 et 237. Une jonction importante est également importante à la hauteur de Woodstock sur la 401; au kilomètre 236, elle croise l'autoroute 403 (direction Est seulement), vers Brantford, Hamilton, ainsi que la portion sud du Golden Horseshoe incluant la région de Niagara. D'ouest en est, la 403 est la deuxième autoroute ontarienne que croise la 401.
Après l'échangeur partiel avec la 403, l'autoroute MacDonald Cartier tourne vers le nord-est pour 18 kilomètres, en quittant la ville de Woodstock par cette direction. Un dernier échangeur permet l'accès au secteur Nord de la ville, au kilomètre 238, qui permet l'accès avec la route 2. Elle passe à proximité de Drumbo au kilomètre 250, en continuant de traverser une région à relief très plat et agricole. Au kilomètre 268, elle entre dans le secteur peuplé de Kitchener-Waterloo-Cambridge.
Elle possède quelques courbes entre les kilomètres 272 et 275, alors qu'elle devient la frontière entre Kitchener et Cambridge au kilomètre 273. Au kilomètre 275, la 401 possède un échangeur avec le Homer Watson Boulevard, puis trois kilomètres au nord-est, la route 8 croise la 401 dans un échangeur plus imposant. La route 8 connecte la 401 au nord-ouest en étant une autoroute, vers le cœur du secteur Kitchener-Waterloo. Au sud-est, la 8 se dirige vers le centre-ville de Cambridge sous le nom de Coronation Boulevard. L'autoroute 401 tourne ensuite vers l'est pour passer au nord du centre de Cambridge, tout en possédant trois échangeurs vers la ville (sorties 282, 284 et 286). Entre les kilomètres 295 et 299, elle forme un multiplex avec la route 6, qui se dirige vers Guelph et Hamilton. 
L'achalandage de la 401 devient beaucoup plus important, car l'agglomération de Toronto est à seulement 30 kilomètres à l'est. Elle devient également une autoroute à six voies. Entre les kilomètres 299 et 320, elle se dirige vers l'est-nord-est pour rejoindre la ville de Milton, en traversant plus boisée et vallonnée que depuis le début de sa route dans le sud-ouest de l'Ontario. Milton est d'ailleurs l'entrée dans le GTA (Greater Toronto Area, pour grande aire urbaine de Toronto), aux alentours du kilomètre 320.

### Grand Toronto (Milton – Oshawa)

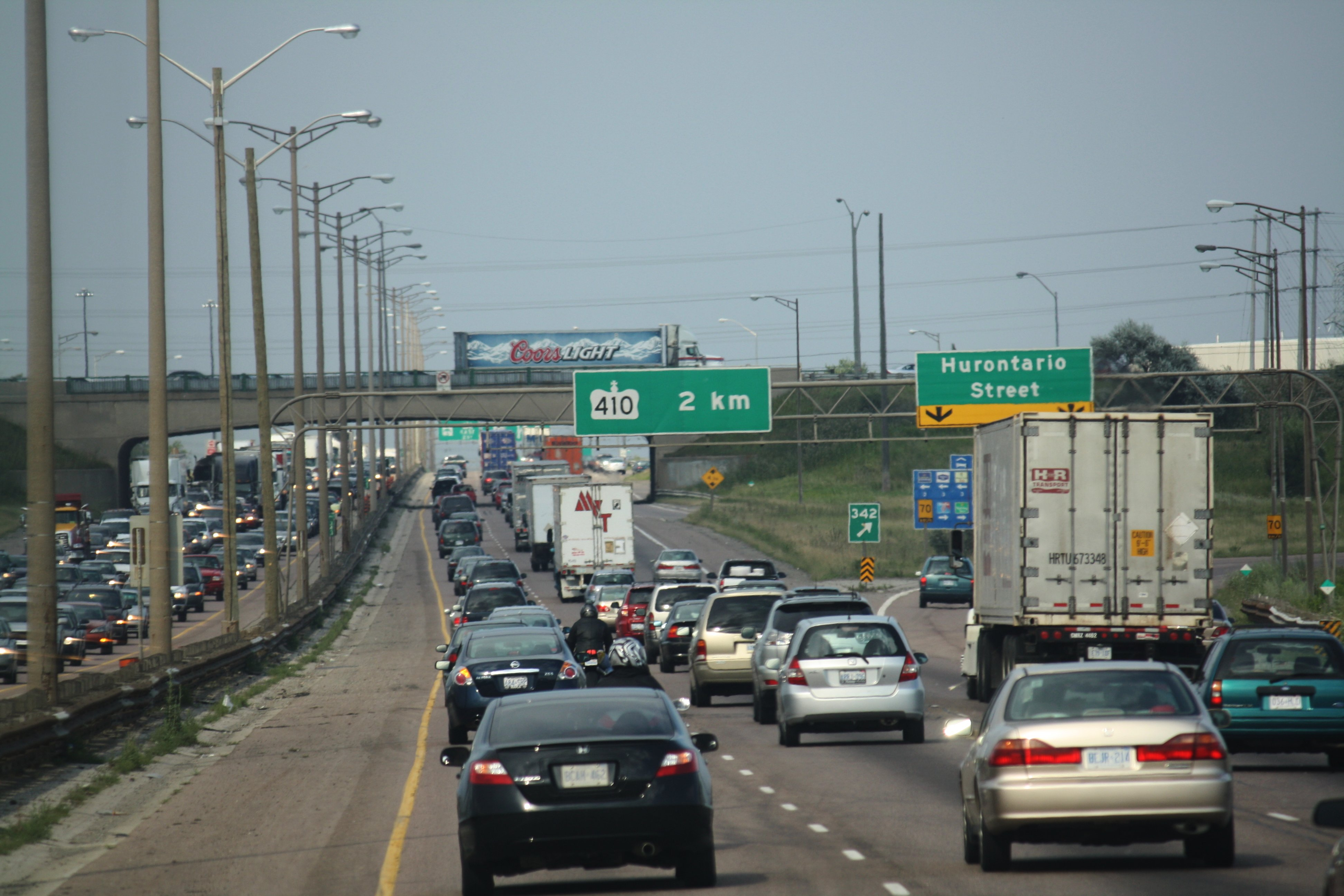
Un secteur achalandé de l'autoroute 401 à Mississauga, à la hauteur de la Hurontario Street, kilomètre 342.

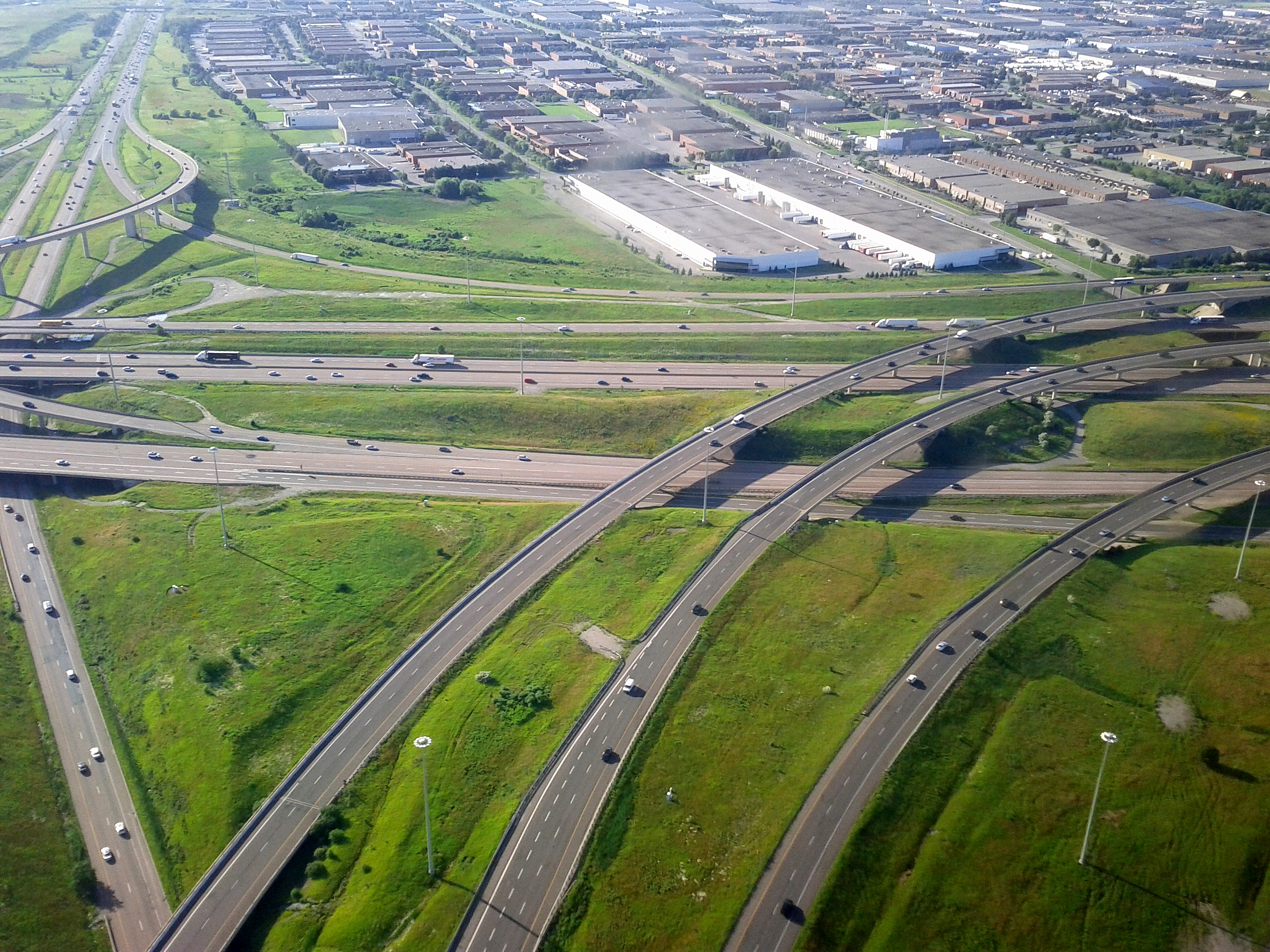
L'échangeur 403/410 au sud-ouest de l'aéroport Pearson à Mississauga, kilomètre 344.

L'autoroute 401 devient alors la principale autoroute connectrice ouest-est de la grande région de Toronto. Sur une distance de 90 kilomètres (du kilomètre 330 au kilomètre 420), elle se situe dans des zones urbanisées (à l'exception d'une section à l'est d'Ajax). C'est la section la plus achalandée de l'autoroute, mais également la plus empruntée d'Amérique du Nord. Elle possède un minimum de six voies (3-3) dans cette section, et atteint plus de dix-huit voies de largeur aux alentours de l'aéroport international Pearson de Toronto. 
Sur une distance d'environ 55 kilomètres (du kilomètre 344 au kilomètre 399), les voies de la 401 sont réparties sur quatre chaussées distinctes, soit deux pour chaque direction. Les voies externes (les plus à droite) sont appelées « voies collectrices (collector) » et les voies centrales sont appelées « voies express ». Des panneaux de signalisation de différentes couleurs sont employés afin de mieux différencier les chaussées. Les panneaux bleus sont réservés aux voies externes (voies collectrices), tandis que les voies centrales sont signalisées avec des panneaux normaux de couleur verte. Entre les kilomètres 344 et 399, toutes les sorties sont accessibles à partir des voies collectrices, tandis que seulement quelques sorties majeures sont reliées directement aux voies express. Un total de sept autoroutes ontariennes croisent l'autoroute 401 dans cette section.
Sur une distance de 90 kilomètres, la 401 possède 45 échangeurs dans le grand Toronto, ce qui fait de la 401 l'autoroute possédant le plus d'échangeurs au Canada, sur une telle distance. 
Plusieurs quartiers industriels sont également traversés sur cette section, augmentant ainsi l'importance de l'autoroute 401 aux points de vue commercial, économique et d'achalandage.
Le premier vaste échangeur de la 401 dans le grand Toronto est situé au nord-est de Milton, au kilomètre 330, avec l'autoroute 407 (aussi appelée ETR pour Express Toll Road), une autoroute à péage qui contourne la région la plus urbanisée par le nord-ouest. La 401 se dirige par la suite vers l'est-nord-est sur une distance de 18 kilomètres. Elle commence par traverser Meadowvale Village, et continue dans le secteur industriel de Mississauga, ville que la 401 ne traverse pas directement dans le centre mais frôle tout de même.

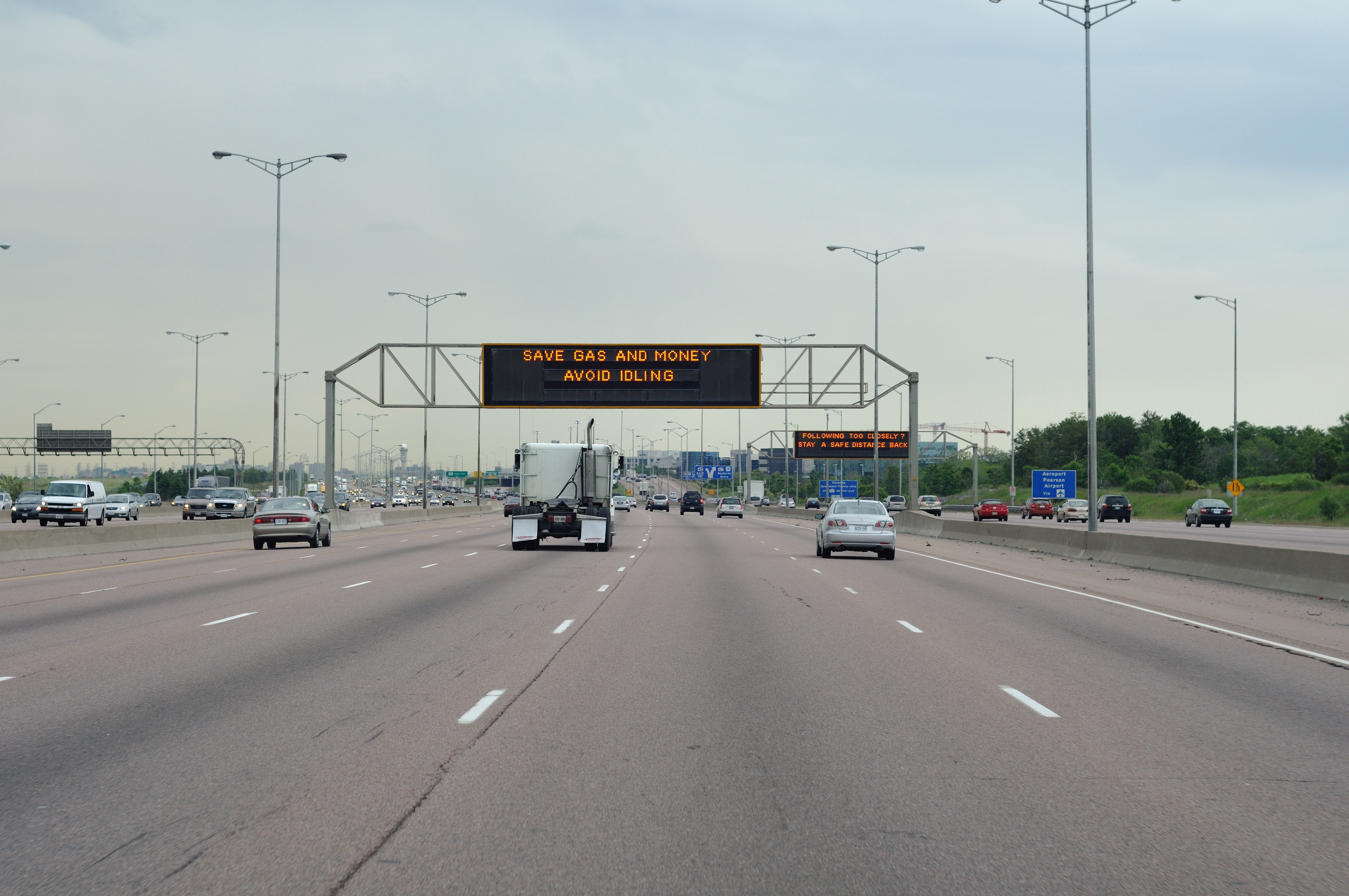
La section la plus large de l'autoroute 401, au kilomètre 346, avec ses 18 voies (5-5 collecteurs, 4-4 express). Le nouveau système électronique de surveillance d'achalandage est visible en arrière-plan.

 Entre les kilomètres 340 et 344, trois échangeurs relient la 401 au quartier industriel de Mississauga. Un deuxième échangeur important est situé au kilomètre 344, avec les autoroutes 403 (au sud) et 410 (au nord), vers le centre de Mississauga, Hamilton et Brampton. Entre la 407 et la 403/410, la Macdonald–Cartier Freeway est presque parallèle à l'autoroute 407, située quelques kilomètres plus au nord.
Le système de voies collectrices/express commence après l'échangeur avec les autoroutes 403 et 410, puis la sortie 346 relie la 401 à Dixie Road. Jusqu'au kilomètre 349, l'autoroute 401 passe juste au sud du territoire de l'aéroport international Pearson de Toronto, en étant parallèle à la piste 06R-24L, située juste au Nord. Entre les kilomètres 350 et 352, un échangeur très complexe relie la 401 à l'autoroute 427, la Renforth Drive, l'Eglinton Avenue, ainsi qu'à la route 27 de l'Ontario. Cet échangeur permet l'accès, entre autres, à l'aéroport Pearson (427 nord), à Etobicoke (427 sud), ainsi qu'au centre-ville de Toronto en provenance de la 401 est (427 sud, Gardiner Expressway est). À partir de cet échangeur, la 401 est située dans le secteur le plus peuplé de la région du nord et nord-est de Toronto, et ce, pour 50 kilomètres.

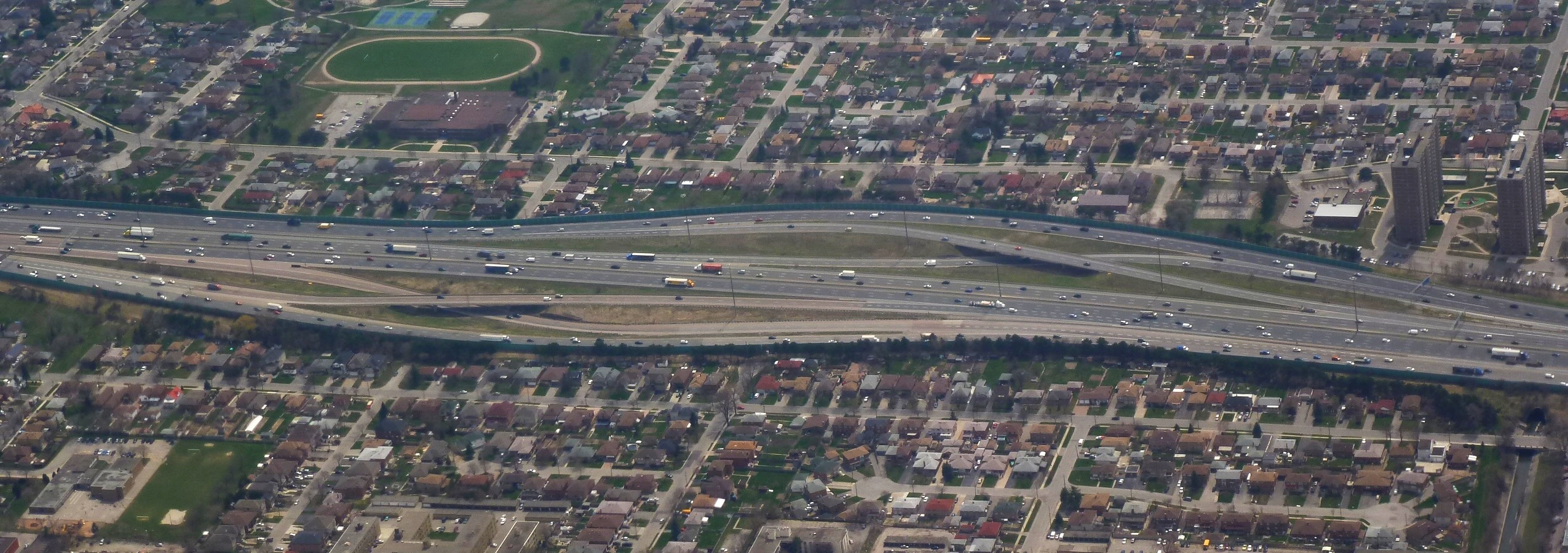
Le Basketweave à l'est de l'autoroute 400, un échangeur de voies reliant les voies express et collectrices entre elles (kilomètre 361). C'est également la section la plus achalandée de l'autoroute 401, avec un débit journalier moyen avoisinant les 450000 véhicules.

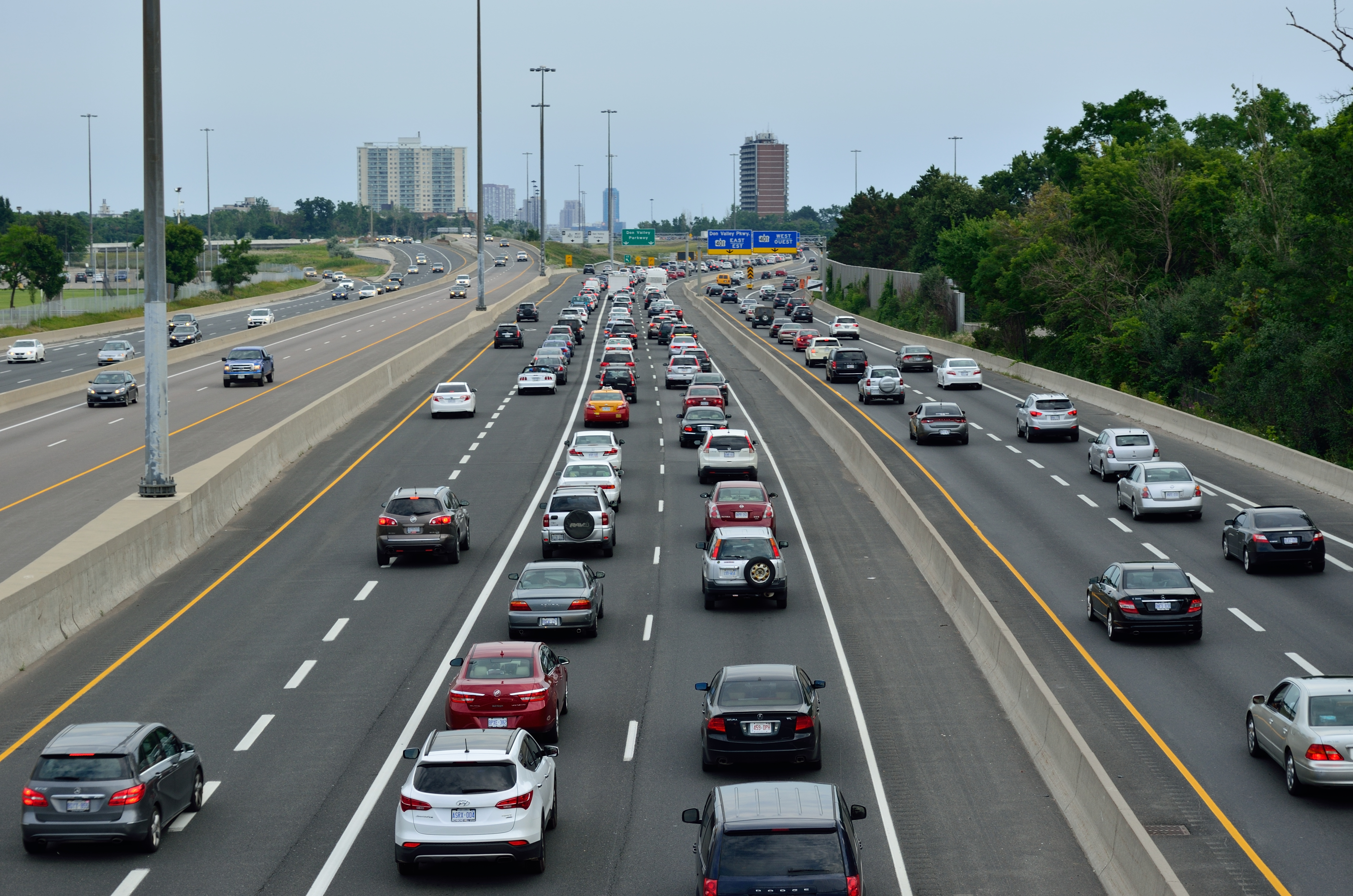
Au kilomètre 375, à la hauteur de la Don Valley Parkway, près de Scarborough. Les différentes couleurs des panneaux pour identifier les voies express (vert) et collectrices (bleu) sont visibles en arrière-plan.

Après l'échangeur 401/427, la 401 tourne vers le nord-est pour croiser la Dixon Road, et passer près du secteur industriel de l'aéroport, situé à l'ouest. Elle rejoint l'autoroute 409, cinq kilomètres au nord-est de la 427, dans un échangeur partiel seulement accessible depuis la 401 ouest. La 409 est le principal chemin vers l'aéroport Pearson depuis la 401 ouest.
L'autoroute 401 traverse par la suite la Humber River, puis tourne vers l'est-nord-est pour entrer dans les quartiers de Weston et Downsview, au kilomètre 358. Après un échangeur avec la Weston Road, un autre échangeur complexe et important permet la connexion avec l'autoroute 400, vers les banlieues Nord de Toronto, Barrie, Huntsville, North Bay (via la route 11), et Sudbury (via la route 69). Au sud, la 400 rejoint Black Creek Road, vers le centre de York et ultimement de Toronto.
La section la plus achalandée de l'autoroute 401 est située à l'est de la 400, passant directement dans les quartiers de Downsview, York, North York et Willowdale. C'est l'une des sections très urbanisée de la ville de Toronto. La 401 demeure la principale autoroute du secteur, avec, plus au Nord, la 407, qui traverse une section un peu moins urbanisée.
Après avoir eu des échangeurs avec Keele Street et Dufferin Street au kilomètres 362 et 364 respectivement, elle croise la Allen Road au kilomètre 365, qui possède les standards autoroutiers. Cette autoroute devait se poursuivre vers le centre de Toronto sous le nom de Spadina Expressway, mais n'a jamais été mise en service. Pour les dix prochains kilomètres, soit entre les kilomètres 365 et 375, la 401 possède des échangeurs avec Bathurst Street, Avenue Road, Yonge Street, Bayview Avenue et Leslie Street, respectivement au kilomètres 366, 367, 369, 371 et 373. La 401 possède entre douze et seize voies dans cette section. Elle traverse également deux petites rivières, soit la West et East Don River. Au kilomètre 375, la Don Valley Parkway (au sud) ainsi que l'autoroute 404 croisent la 401 dans un échangeur multi-niveau, permettant l'accès à Richmond Hill et Newmarket (404 nord), ainsi qu'au centre-ville de Toronto (DVP sud), soit le principal accès au centre-ville depuis la 401 ouest.

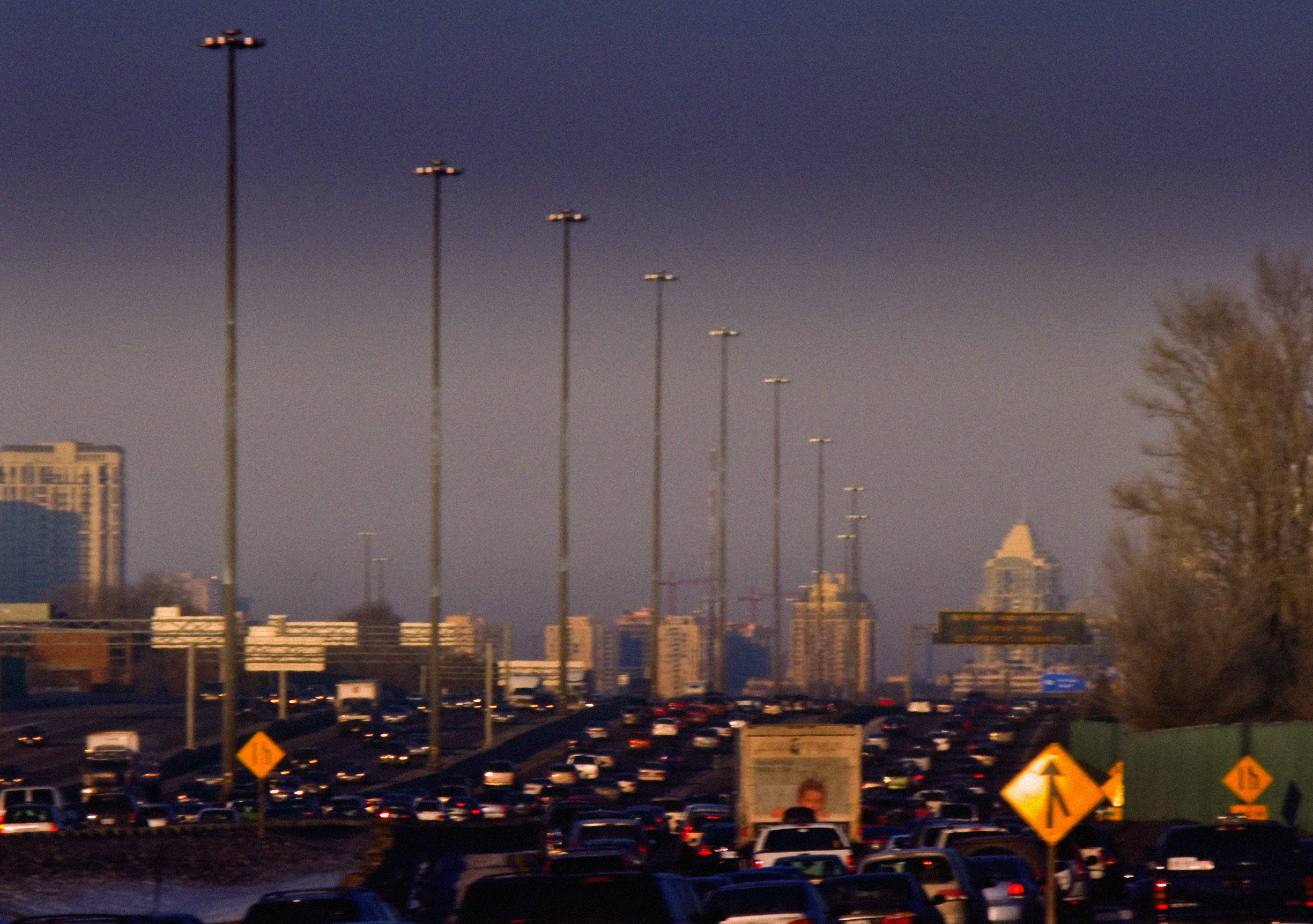
La congestion en direction Est à l'est de Scarborough, vers Pickering et Ajax.

Devenant maintenant le principal lien Toronto–banlieues Est–Montréal, elle continue de se diriger vers l'est en traversant un secteur hautement urbanisé de Scarborough, et de Agincourt, en croisant Victoria Park Avenue, Warden Avenue, Kennedy Road, Brimley Road, McCowan Road, Markham Road, Neilson Road, Morningside Avenue et Meadowvale Road. Elle passe également à proximité du zoo de Toronto. Après son échangeur avec Meadowvale Road, elle tourne vers le sud-est pour s'approcher suffisamment des rives du Lac Ontario pour croiser Lakeshore Road au kilomètre 392, vers Scarborough. Après un tournant à 45° vers le nord-est, l'autoroute 401 traverse maintenant les banlieues Est de Toronto, soit Pickering et Ajax. 5 échangeurs sur une distance de 12 kilomètres permettent l'accès à Pickering et Ajax. À la sortie 399 (Brock Road), c'est la fin (en direction Est) et le début (en direction Ouest) du système de voies collectrices/distributrices, mais il est prévu d'étendre cette configuration vers l'est. Entre les kilomètres 404 et 408, la 401 traverse un territoire moins urbanisé. En date de 2025, l'autoroute 412 est en construction pour atteindre la 407 plus au nord, et devrait croiser la 401 aux alentours du kilomètre 408, à l'ouest de Whitby. Cette autoroute améliorera le lien de contournement de Toronto (par le nord), ainsi qu'avec son autoroute jumelle, la 418, située plus à l'est, qui est également en construction. Jusqu'au kilomètre 419, l'autoroute 401 traverse à nouveau un territoire urbanisé, celui des villes de Oshawa–Whitby, l'autoroute 401 qui a plus de six échangeurs vers ces villes. Aux alentours du kilomètre 420, après avoir traversé le centre d'Oshawa, elle tourne vers le sud-est et quitte la région la plus urbanisée du grand Toronto ,.

### Oshawa – Kingston

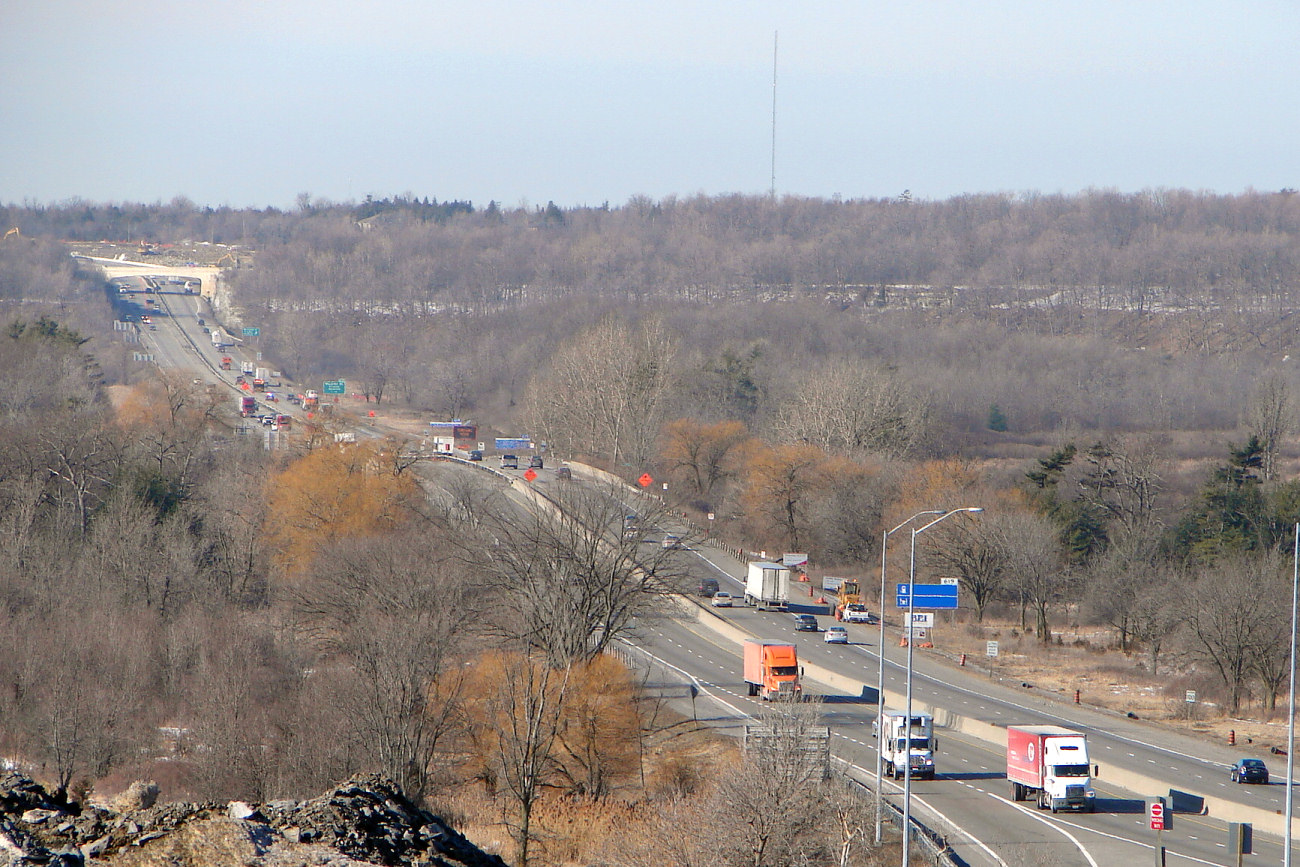
La MacDonald-Cartier Freeway près de Kingston, kilomètre 620, alors qu'elle passe au-dessus du canal Rideau.

L'autoroute 401 quitte la grande région de Toronto (GTA) par l'est-nord-est, en suivant les rives du lac Ontario, entre un et cinq kilomètres jusqu'au kilomètre 485. Tout juste après Oshawa, au kilomètre 425, elle passe au sud de Bowmanville, puis traverse la région de Clarington. Elle traverse un secteur tout de même industriel sur les rives du lac. Au kilomètre 435, un échangeur en trompette est présent avec les routes 35 et 115, un segment autoroutier qui relie la région à la ville de Peterborough. Après cet échangeur, l'achalandage de la 401 diminue, mais demeure tout de même très élevé avec ses six voies disponibles (trois dans chaque direction).
Toujours en se dirigeant vers l'est-nord-est, l'autoroute des Héros atteint Newtonville, une petite municipalité agricole, au kilomètre 448. Port Hope et Cobourg sont les prochaines villes traversées par la 401 entre les kilomètres 460 et 475. Elle passe au nord de ces deux villes, en demeurant environ trois kilomètres dans les terres. Après Cobourg, elle s'éloigne légèrement de la côte puis traverse le territoire plus valloneux et forestier du comté de Northumberland. Le nombre de voies baisse également à quatre voies (2-2), et ce, jusqu'à Kingston.
Au kilomètre 510, la grande route passe à Brighton. 15 kilomètres plus à l'est, elle traverse la Treat River, puis possède trois échangeurs menant vers Trenton, situés au nord de la ville. À ce point, c'est également la fin de l'appellation officielle de l'autoroute des Héros.
La région redevient agricole à l'est de Trenton, puis l'autoroute 401 possède trois échangeurs vers Belleville, la principale ville entre Oshawa et Kingston. Elle croise les routes 62 et 37 au nord de Belleville, reliant vers Madoc, Tweed et le parc des Sandbanks. Jusqu'à Kingston, la 401 est beaucoup plus loin du lac Ontario, le comté de Prince Edward formant une pointe allongée dans le lac.
Par la suite, elle traverse une région plus agricole tout en possédant moins de courbe jusqu'à Kingston, 70 kilomètres à l'est de Belleville. Elle passe près des municipalités de Marysville, Napanee et Odessa, aux kilomètres 565, 580 et 600 respectivement. Au kilomètre 611, elle tourne vers l'est-sud-est pour s'approcher du centre de Kingston, alors qu'elle s'élargit à six voies. Un total de cinq échangeurs relient la 401 à Kingston et au secteur de Cataraqui, soit les sorties 611, 613, 615, 617 et 619. Après le kilomètre 620, elle traverse le canal Rideau, qui se jette dans le lac Ontario juste au sud .

### Kingston – Cornwall
Le débit de trafic devient moins important à l'est de Kingston, mais demeure une autoroute tres achalandée car elle demeure le principal lien Toronto-Ottawa et Toronto-Montréal. À l'est de Kingston, la 401 croise la route 15 au kilomètre 623, puis adopte une trajectoire vers l'est-nord-est. Le territoire est un peu plus valloneux jusqu'à Brockville. Au kilomètre 645, deux échangeurs relient la 401 à Gananoque, la porte d'entrée de la région des Mille-Îles. La promenade des Mille-Îles, l'ancien tracé de l'autoroute avant son élargissement, croise la 401 au kilomètre 647. La 401 possède alors plus de courbes en entrant dans la région plus forestière, passant près de Ivy Lea au kilomètre 660.

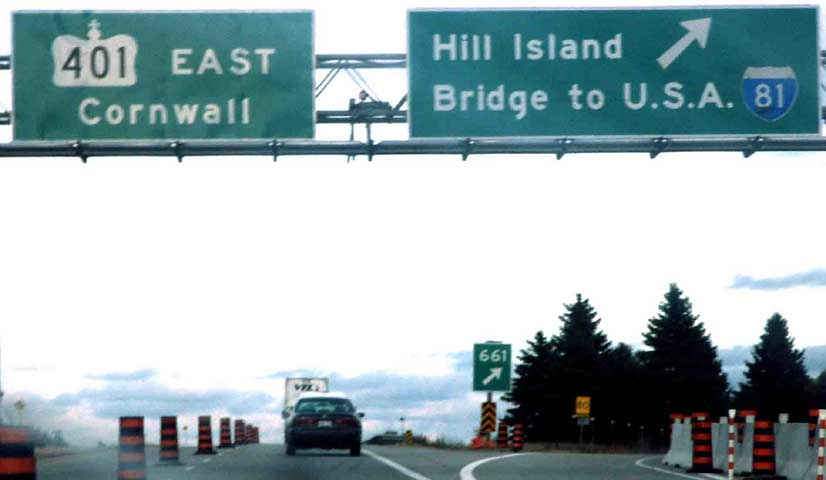
La sortie 661 de l'autoroute 401, vers le pont des Milles-Îles, les États-Unis et l'Interstate 81.

À Leeds and the Thousand Islands, au kilomètre 661, un important échangeur trumpet est présent avec la route 137, qui se dirige vers le sud pour traverser le fleuve Saint-Laurent sur deux ponts à treillis, reliant la 401 aux États-Unis et à l'Interstate 81. L'I-81 traverse le nord-ouest de l'État de New York, vers Watertown et Syracuse.
La 401 tourne alors vers le nord-est pour suivre de près le fleuve Saint-Laurent. Elle passe près de Mallorytown au kilomètre 675, puis 10 kilomètres plus loin, elle croise à nouveau le promenade des Mille-Îles, à son terminus est. 11 kilomètres au nord-est, elle passe dans Brockville, en possédant deux échangeurs, soit les sorties 696 et 698. Au kilomètre 700, elle redevient une autoroute plutôt agricole, passant près de Prescott au kilomètre 715. À Johnstown, au kilomètre 721, un échangeur autoroutier partiel relie la 401 à l'autoroute 416, qui se dirige vers le nord vers Ottawa, remplaçant la route 16. Un pont pour relier Johnstown à Ogdensburg est également présent. L'autoroute 401, depuis sa jonction avec la route vers l'Interstate 81, constitue le principal corridor ouest-est de la région, aucune Interstate américaine étant présente de l'autre côté de la frontière pour relier le nord de l'État de New York tout en étant parallèle à la 401.
Elle poursuit ensuite son tracé parallèle au fleuve Saint-Laurent en passant près des municipalités de Cardinal (km 730), Iroquois (km 738), Morrisburg (km 750), Upper Canada Village (km 758) et Long Sault (km 778). Cette section est beaucoup plus rurale. Au kilomètre 785, elle entre dans la région de Cornwall.
Un total de quatre échangeurs relient la 401 à Cornwall, soit ceux des sorties 786, 789 (route 138, Brookdale Avenue), 792 (McConnell Avenue) et 796 (Boundary Road). L'autoroute 401 évite le secteur urbanisé de Cornwall, en passant au nord de cette ville de 47 000 habitants.

### Cornwall – Québec

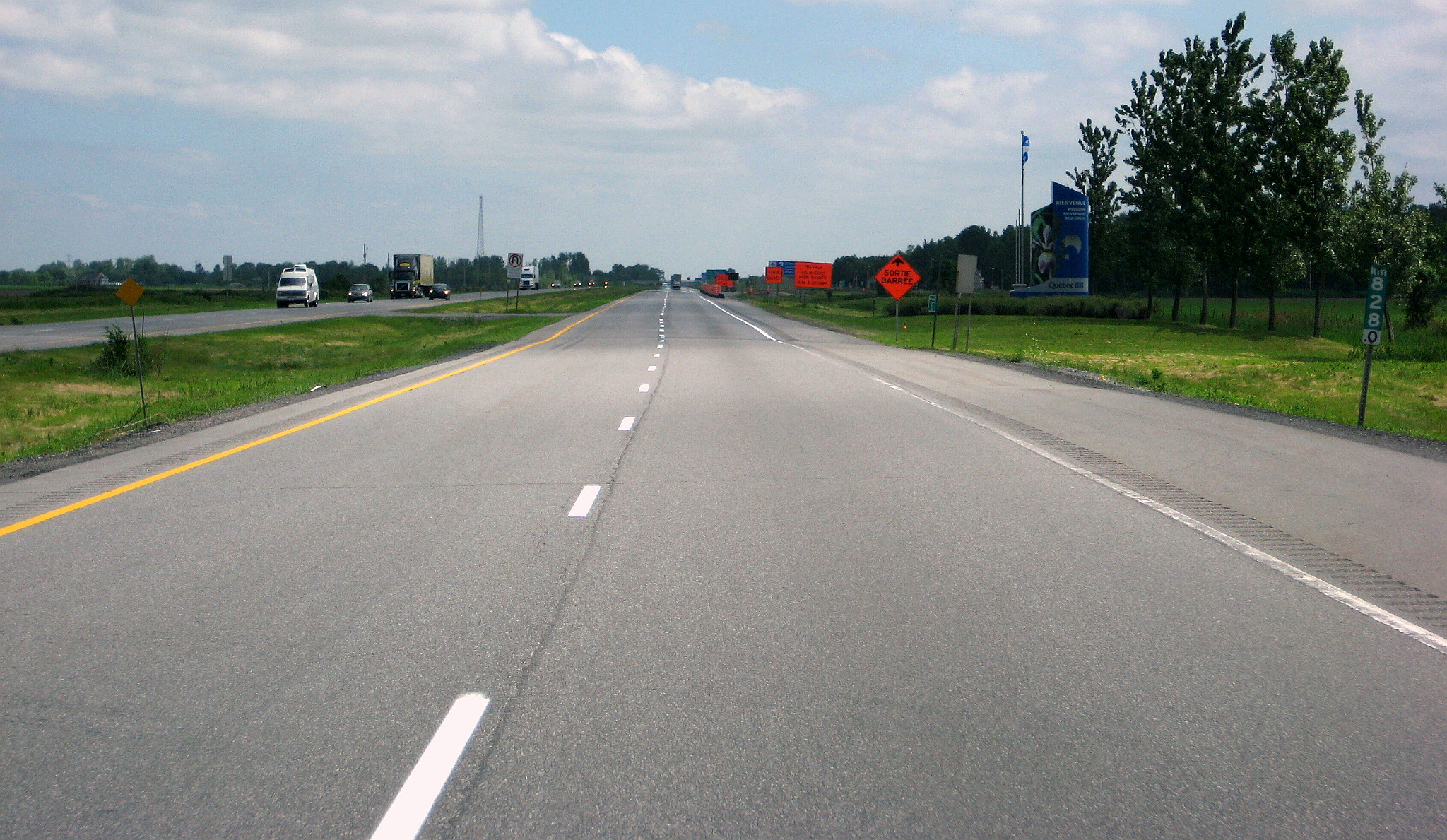
L'autoroute 401 au kilomètre 828, avec la frontière Québec-Ontario visible à l'arrière. Ce point marque la fin de la 401 et le début de l'autoroute 20 au Québec.

Tout en demeurant parallèle au fleuve, elle continue son chemin vers le nord-est en s'approchant de la frontière du Québec. 3 échangeurs sont présents, soit les sorties 804 (vers Summertown), 814 (Lancaster) et 825. Au kilomètre 828,020, elle traverse la frontière entre l'Ontario et le Québec, au nord-est de Bainsville .

### Extrémité est
Au sud-ouest de la municipalité de Rivière-Beaudette, Québec, la 401 possède son terminus est à la frontière Ontario-Québec. Ce point est unique, puisqu'il est le plus haut point de kilométrage (828,020) sur une autoroute au Canada, et le deuxième en Amérique du Nord, après l'Interstate 10 au Texas, qui atteint le numéro 880 (distance en miles). Le numéro de sortie 825 est le plus haut numéro de sortie au Canada. Également, c'est le kilomètre 0 de l'autoroute 20, qui atteint la ville de Montréal 70 kilomètres plus à l'est. C'est à la fois la fin de la plus longue autoroute sous même juridiction au Canada et le début de la deuxième plus longue autoroute sous même juridiction au Canada (l'autoroute 20), d'une longueur de 627 kilomètres.

## Historique
Les différentes sections de l'autoroute 401 ont été construites entre 1947 et 1968.

### Autoroute Macdonald-Cartier

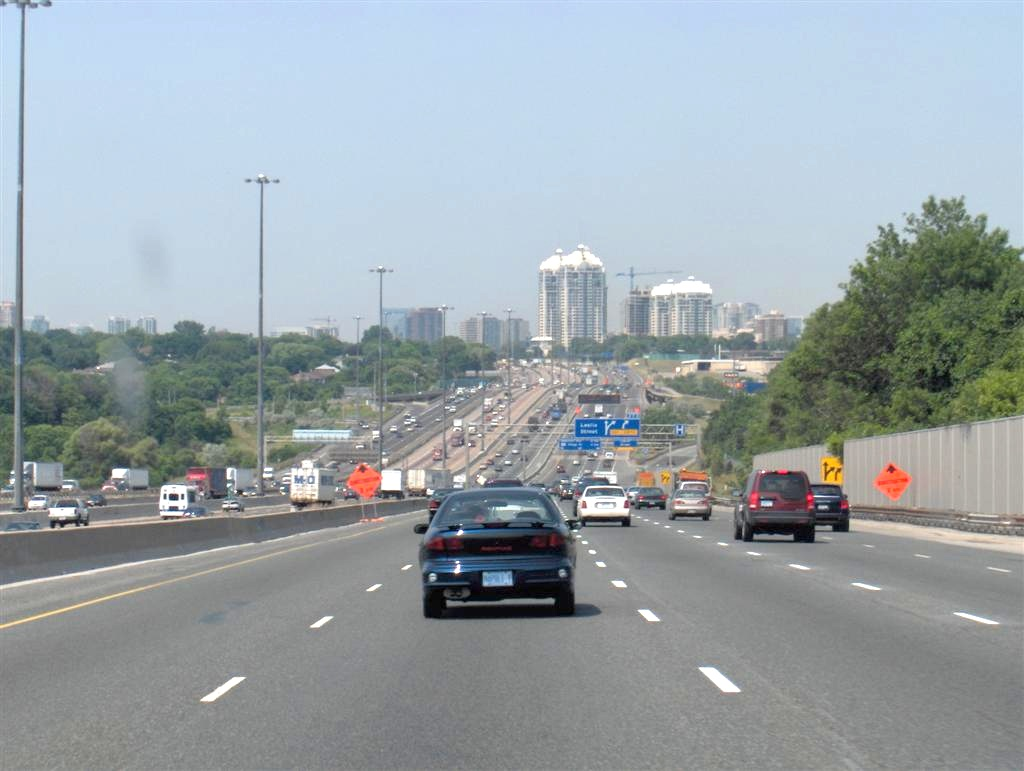
Section à 14 voies de l'autoroute 401 à l'ouest de la jonction avec le Don Valley Parkway et l'autoroute 404.

Autoroute ontarienne desservant le sud de l'Ontario, l’autoroute 401 est aussi connue sous le nom Macdonald-Cartier Freeway (en français « autoroute Macdonald-Cartier »). 
La 401 forme avec l'autoroute 20 l'épine dorsale du réseau routier du corridor Québec-Windsor, où réside plus de la moitié de la population du Canada. La route est appelée par les ontariens The 401, prononcé four-oh-one (en français « quatre cent un »). Le 24 août 2007, on renomme la section entre Toronto et Trenton sous le nom Highway of Heroes (en français « autoroute des héros ») en l'honneur des soldats canadiens morts durant la guerre d'Afghanistan.
La première section de cette autoroute, originellement numérotée route 2A, reliait Highland Creek (Scarborough) à Oshawa. Les travaux débutèrent en 1938 pour contourner une section de la route 2 particulièrement congestionnée. La majorité des infrastructures ont été réalisées avant la Seconde Guerre mondiale, mais la construction fut interrompue durant ce conflit, ainsi l'autoroute fut mise en service uniquement en 1947. Durant cette pause, le gouvernement ontarien en a profité pour déterminer un meilleur emplacement pour la future autoroute.
L'autoroute reçut sa numérotation actuelle en 1952. Le dernier segment entre Gananoque et Brockville fut mis en service en 1968 pour contourner une section de route longeant le fleuve Saint-Laurent qui comprenait plusieurs intersections à niveau et entrées privées. Cette route est maintenant connue sous le nom de « Promenade des Mille-Îles ». La dernière intersection à niveau du corridor actuel fut convertie en échangeur en 1968, elle se situait à Joyceville à l'est de Kingston. 
En 1965, le premier ministre ontarien John Robarts nomma l'autoroute 401 The Macdonald-Cartier Freeway en l'honneur de Sir John A. Macdonald et Sir George-Étienne Cartier, les deux plus importants pères de la confédération du Canada-Uni et ce, pour souligner le centenaire de la confédération canadienne en 1967. Cette appellation est utilisée sur les cartes et les documents officiels, mais très peu mentionnée dans les conversations ou sur les indications. En 1961, il avait été proposé de nommer l'autoroute « The Leslie M. Frost Thruway » en l'honneur de l'ancien premier ministre ontarien, cette proposition fut approuvée par le gouvernement ontarien, mais jamais appliquée.
L’autoroute 401 débute sur la route 3 à 4,3 kilomètres de la rivière Détroit dans la ville de Windsor (et pas encore à la frontière avec le Michigan, où la promenade Windsor-Essex restera en construction jusqu'en 2017) et se termine à la frontière avec le Québec 823 kilomètres plus à l'est. Il y a 18 aires de service tout au long de la route permettant aux usagers d'avoir accès à des services sans quitter l'autoroute. Une plaque commémorative fut érigée à Mallorytown Oasis, une section du dernier tronçon terminé en 1968, relatant que la 401 était la plus longue autoroute non payante sous la même juridiction en Amérique du Nord. Cette marque fut par la suite surpassée par une section de l'Interstate 10 au Texas. C'est d'ailleurs cette dernière qui possède toujours ce record.
L’Autoroute MacDonald-Cartier traverse et borde plusieurs villes importantes de l'Ontario : Windsor, Chatham-Kent, London, Ingersoll, Woodstock, Kitchener, Cambridge, Guelph, Milton, Mississauga, Toronto, Pickering, Ajax, Whitby, Oshawa, Cobourg, Trenton, Belleville, Kingston, Brockville, et Cornwall.
La 401 croise plusieurs autres autoroutes: l'autoroute 402, l'autoroute 403, la route 8, la route 6, l'autoroute 407, l'autoroute 410, l'autoroute 427, l'autoroute 409, l'autoroute 400, l'autoroute 404, l'autoroute 412, l'autoroute 418, la route 35, la route 115, l'autoroute 416 et finalement l'autoroute 20 du Québec à la frontière avec cette province. 
Il n'y a pas encore de jonction directe avec une autoroute américaine, mais les Interstates 75 et 375 à Détroit, et l'Interstate 81 dans l'État de New York ont un point situé à proximité de la 401. L'I-81 devient la route 137, un petit tronçon qui traverse la portion ontarienne du pont des Mille-Îles qui croise la 401.

### Autoroute des Héros

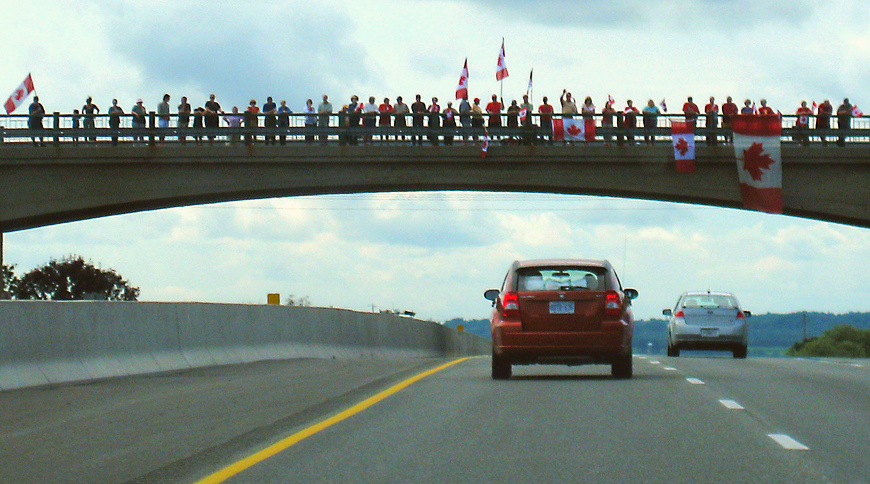
Des Canadiens montrent leur respect au convoi funéraire lors du rapatriement d'un militaire mort au combat.

Le 24 août 2007, le Ministère des Transports de l'Ontario annonça qu'une section de la 401, entre la Don Valley Parkway à Toronto et la base aérienne de Trenton sera renommée l'Autoroute des Héros (en anglais : Highway of Heroes), en addition de son appellation actuelle. Cette section est fréquemment utilisée par les convois funéraires qui transportent les dépouilles des soldats canadiens morts en Afghanistan de la base aérienne de Trenton vers les bureaux du coroner à Toronto. Depuis 2002, alors que le premier soldat canadien tombé au combat était rapatrié d'Afghanistan, des foules se massent sur les viaducs pour montrer leurs respects alors que le convoi funéraire passe.

## Achalandage et importance économique
L’autoroute 401 est considérée par plusieurs comme l'autoroute la plus fréquentée d'Amérique du Nord, avec une moyenne au-dessus de 425 000 véhicules par jour (2004), et ce, entre Weston Road et l'autoroute 400 à Toronto. Ainsi, la 401 surpasse la Santa Monica Freeway, une section de l'Interstate 10 à Los Angeles. En raison de son usage par la circulation locale et le trafic de transit en Ontario, l'achalandage journalier peut dépasser à l'occasion les 500 000 véhicules par jour.[réf. souhaitée]

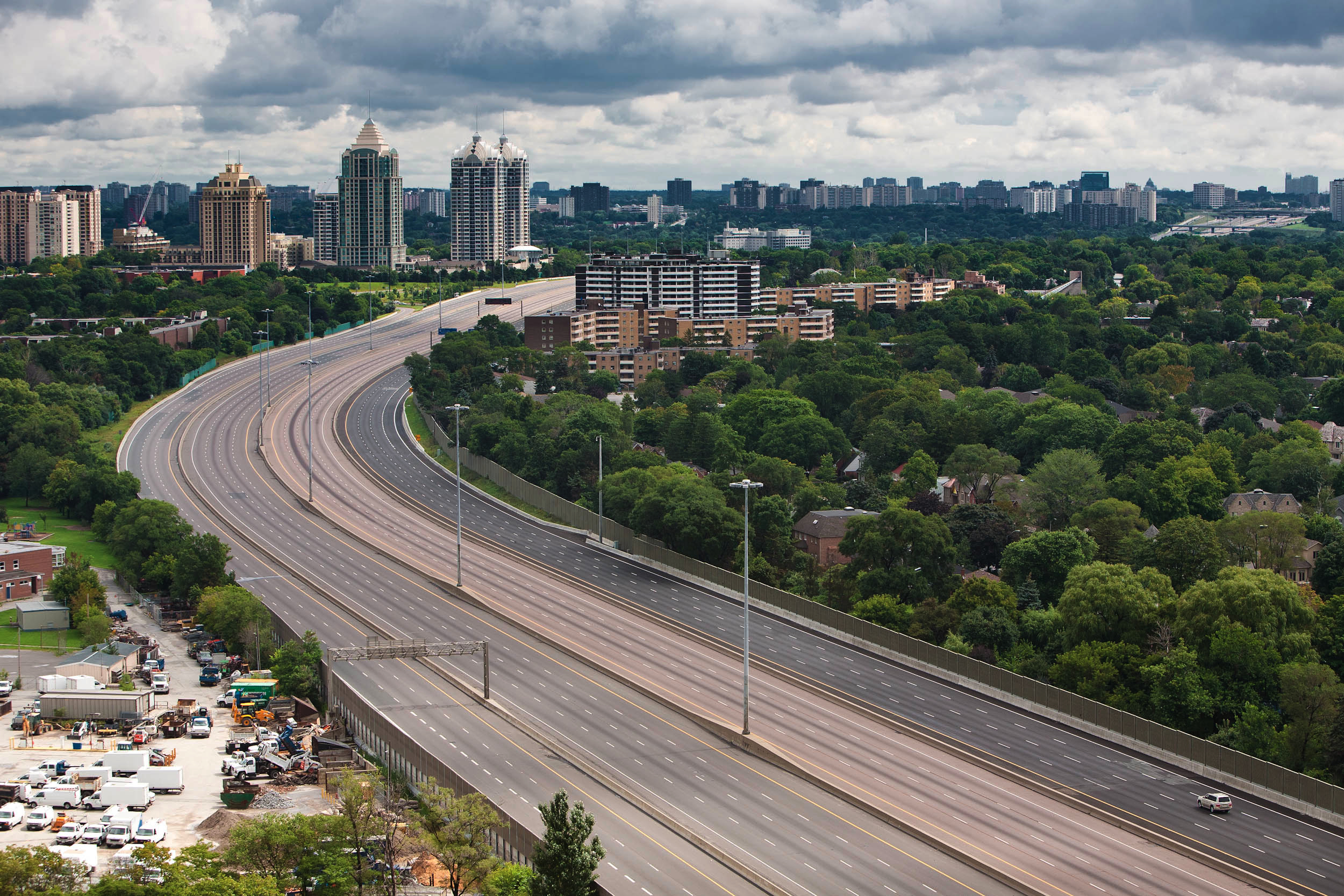
L’autoroute 401 fermée à cause de sa proximité avec le site de l'incident de propane de Toronto le 10 aout 2008.

L’autoroute Macdonald-Cartier est la plus importante route du Canada, car elle lie le sud de l'Ontario, le Québec et le Michigan en plus de relier la plupart des autres autoroutes majeures de la province. Elle est le principal lien routier avec la métropole québécoise, Montréal et avec le nord est des États-Unis. Elle est également le seul lien routier majeur entre Toronto et Windsor-Détroit. La frontière entre Windsor et Détroit est le poste frontalier international le plus achalandé du monde. La 401 ne se rend pas jusqu’à Détroit. Par contre, une expansion future pourrait prolonger la 401 jusqu’à la frontière américaine. Environ 40 % des échanges commerciaux entre le Canada et les États-Unis transite par cette autoroute, ce qui représente le tiers des échanges commerciaux du pays, et 4 % des échanges commerciaux des États-Unis. Malgré sa grande importance économique, la 401 ne fait pas partie de la route transcanadienne.

## Voies de service
Au XXIe siècle, la section de l’autoroute 401 traversant le grand Toronto possède entre six et dix-huit voies, et la section entre l'autoroute 403 et Brock Road à Pickering est l'une des plus longues routes, sinon la plus longue, à posséder dix voies ou plus (sauf la section entre Carlingview Drive et l'autoroute 427, qui possède huit voies). 

### D'Islington Avenue à Brock Road
La section qui traverse Toronto était originellement une route rurale qui était entièrement à l'extérieur des limites de la ville de Toronto, à l'époque elle était surnommée le Toronto Bypass. Cette nouvelle autoroute stimula le développement dans les secteurs limitrophes et, avec la croissance rapide des banlieues, la 401 est rapidement devenue une autoroute urbaine de desserte locale, en plus de sa vocation initiale de route de transit, ce qui entraina des embouteillages monstres. Cette problématique fut atténuée en s'inspirant du système implanté sur le Dan Ryan Expressway à Chicago, c'est-à-dire en construisant deux chaussées par directions, les voies expresses d'une part et les voies de services (collecteur) de l'autre part (www.google.ca). En 1967, la 401 fut élargie de quatre voies à douze voies ou plus entre Islington Avenue et Warden Avenue, dans la région métropolitaine de Toronto. Au début des années 1970, les voies de service furent prolongées jusqu’à Neilson Road à l'ouest, puis en 1997 jusqu’à Brock Road à l'est. Une autre solution avait été à l'époque envisagée, c'est-à-dire la construction d'une autoroute parallèle à la 401. Ce projet a été finalement lancé en 1987 et la nouvelle autoroute ouvrit en 1997. Cette autoroute, l'autoroute 407, est à péage.
La section avec au moins douze voies s'étend entre Islington Avenue et Brock Road. L'autoroute 409 qui se sépare de la 401 tout juste à l'ouest de Islington Avenue et qui se rend à l'Aéroport international Pearson de Toronto a été construite pour détourner une partie du trafic de la 401. Cette solution n'a pas permis de régler le problème, ainsi, les dix voies de la 401 entre Islington Avenue et l'autoroute 427 ne suffisent pas à la demande, cette section de la route est particulièrement congestionnée. L'échangeur 401-427 est l'un des pires de la région de Toronto, car seulement huit voies (quatre par direction) permettent de traverser l'échangeur sur la 401 alors qu'il faudrait cinq ou six voies par direction. Pour ce faire, l'échangeur devrait être reconfiguré en entier. La 4e voie a été ajoutée en 2005.

### Des autoroutes 403 et 410 à l'autoroute 427
La 401 a des voies de service distinctes de la chaussée principale à Mississauga entre la jonction avec les autoroutes 403 et 410 et la jonction avec l'autoroute 427. Ces infrastructures ont été complétées en 1986, au même moment que la transformation de l'échangeur 401/403. Cette section possède dix-huit voies, ce qui en fait la section la plus large de l'autoroute 401. Par contre, uniquement dix voies font partie officiellement de la 401. Les voies de service de cette section sont des voies de connexion entre les autoroutes 403/410 et 427. L'échangeur avec les autoroutes 403/410 est un autre point critique de la route, car la 401 se rétrécit à huit puis à six voies à l'ouest de ce point. Il est prévu d'ajouter des voies de service à cette section, et ce, jusqu’à Mississauga Road.

## Prolongements et améliorations
Le Ministère des Transports de l'Ontario projette d'élargir l'autoroute à au moins six voies entre Windsor et la frontière avec le Québec. L'autoroute avait été initialement construite dans les années 1950 avec quatre voies et deux chaussées séparées, mais la bande médiane en gazon s'est depuis montrée inefficace à prévenir les changements de chaussée causant des collisions. En 1999, la section Windsor–London est surnommée Carnage Alley (que l'on peut traduire par « voie de carnage ») après une série d'accidents mortels, dont un carambolage de 87 véhicules qui fait sept victimes lors de la fête du Travail. Ainsi, la majorité des travaux d'améliorations vont inclure le remplacement de la bande de gazon médiane par un Ontario tall-wall (un mur de béton entre les chaussées) et l'ajout d'une voie par direction.
Les premières sections à bénéficier des améliorations sont les tronçons de Windsor/Tilbury, des régions de London et Kingston, de Port Hope/Cobourg et Cambridge/Woodstock. Ceux-ci seront suivies dans le futur des sections Trenton/Belleville et Cobourg/Kingston. Les autres parties de l'autoroute, London/Chatham/Tilbury et Kingston/frontière ne sont pas encore planifiées.
En 2005, des études ont été effectuées pour prolonger la 401 à l'ouest jusqu’à la frontière américaine. L'option privilégiée par le comité Canada-États-Unis est de prolonger la 401 dans un nouveau corridor routier, de construire un nouveau pont (ou tunnel) pour traverser la rivière Détroit et de relier le tout à l'Interstate 75. En 2011, l'Ontario a commencé à construire la promenade Windsor-Essex, une autoroute à six voies et plusieurs tunnels vers Brighton Beach à Windsor, terminés en juin 2015. Un nouveau pont (le pont Gordie Howe, en l'honneur d'un joueur de hockey canadien ayant longtemps joué à Détroit) reliera Windsor à Delray, un quartier de Détroit au nord de l’île Zug, pour ensuite rejoindre l'autoroute I-75. Le gouvernement fédéral financera la construction du pont, ce que sera repayé par les péages à la frontière.
Le MTO projette d'élargir la 401 à Mississauga, de six voies à douze voies entre l'échangeur 403/410 et Credit River, et à dix voies jusqu’à Mississauga Road.

## Liste des sorties
Il y a plus de 150 échangeurs sur l'autoroute 401, ils sont numérotés d'ouest en est. Avec la reconstruction d'une partie de l'autoroute à Mississauga, plusieurs échangeurs devraient ajouter pour desservir cette région. Un autre projet de d'amélioration à Oshawa entraînera le remplacement de certains échangeurs par des plus récents. De plus, après le prolongement de l'autoroute 407 à l'est jusqu'aux routes 35/115, deux autoroutes devraient être construits pour relier la 401 à la 407. Celle-ci, appelées connecteur 401/407 Durham ouest et connecteur 401/407 Durham est, croiseront la 401 respectivement à Ajax et Clarington.
Le numéro de sortie le plus élevé de la 401 est 825, le deuxième plus élevé numéro de sortie en Amérique du Nord, après le numéro 880 de l'Interstate 10 au Texas. Par contre, si le Canada utilisait le système de mesures anglais, le numéro de la dernière sortie serait 513.
| Autoroute 401 – Autoroute Macdonald-Cartier, Autoroute des Héros                       |                      |                      |          | |          |
| MunicipalitéVille                                                                      | km dir. est          | km dir. ouest        | #        | IntersectionDestinations | Alt. (m) |
| Prolongement vers le pont Gordie Howe 5 kilomètres vers l'ouest, vers Détroit.         |                      |                      |          | |          |
| Windsor                                                                                | 4.307                | 4.307                | –        | Labelle Street, Huron Church Road – Windsor Centre, Détroit, Pont Ambassadeur | 182      |
| Windsor                                                                                | –                    | 4.707                | 5        | R-3 ouest (Huron Church Road), Pont Ambassadeur Vers I-75, I-94 et I-96 – Détroit | 181      |
| Windsor                                                                                | 5.796                | –                    | 6        | Cabana Road O., Todd Lane (route 6), LaSalle | 181      |
| Windsor                                                                                | 6.853                | 7.430                | 7        | R-3 (Talbot Road), LaSalle | 181      |
| Windsor                                                                                | 10.094               | 10.800               | 10       | Route 3, Leamington, WindsorHoward Avenue (route 9), Amherstburg | 189      |
| Windsor Tecumseh                                                                       | –                    | 13.020               | 13       | Dougall Avenue, Vers Tunnel pour les É.-U. (Ancienne Route 3B/Autoroute 401A) (Direction ouest seulement)                                                                                    | 192      |
| Tecumseh                                                                               | 13.718               | 14.086               | 14       | Route 46 du comté Essex (Ancienne Route 98), Essex, Windsor | 192      |
| Tecumseh Lakeshore                                                                     | 20.209               | 21.199               | 21       | Route 19 du comté Essex, Manning Road, Tecumseh | 187      |
| Lakeshore                                                                              | 27.258               | 28.262               | 28       | Route 25 du comté Essex, Puce Road, Puce | 184      |
| Lakeshore                                                                              | 33.981               | 34.386               | 34       | Route 27 du comté Essex, Belle River Road, Woodslee, Belle River | 183      |
| Lakeshore                                                                              | 39.713               | 40.789               | 40       | Route 31 du comté Essex (French Line Road), St. Joachim | 183      |
| Lakeshore                                                                              | 47.040               | 48.118               | 48       | R-77 sud, Leamington Route 35 du comté Essex (Comber Road), Stoney Point | 183      |
| Lakeshore                                                                              | 55.539               | 56.282               | 56       | Route 42 du comté Essex (Ancienne Route 2), Tilbury | 179      |
| Chatham-Kent                                                                           | 63.104               | 63.080               | 63       | Route 2 de Chatham-Kent (Queen's Line, ancienne Route 2) | 179      |
| Chatham-Kent                                                                           | 81.190               | 81.233               | 81       | Route 27 de Chatham-Kent (Bloomfield Road) | 179      |
| Chatham-Kent                                                                           | 89.604               | 89.835               | 90       | R-40 nord, route 11 de Chatham-Kent (Communication Road), Blenheim, Chatham-Kent centre, Sarnia                                                                                              | 183      |
| Chatham-Kent                                                                           | 100.723              | 101.373              | 101      | Route 15 de Chatham-Kent (Kent Bridge Road), Dresden, Ridgetown | 189      |
| Chatham-Kent                                                                           | 107.648              | 108.648              | 109      | Route 21 de Chatham-Kent (Ancienne Route 21), Route 17 de Chatham-Kent (Victoria Road), Thamesville, Ridgetown                                                                               | 195      |
| Chatham-Kent                                                                           | 115.986              | 116.917              | 117      | Route 20 de Chatham-Kent (Orford Road) | 212      |
| West Elgin                                                                             | 128.894              | 129.852              | 129      | Route 103 du comté Elgin (Furnival Road), Wardsville, Rodney | 215      |
| West Elgin                                                                             | 137.520              | 137.415              | 137      | Route 76 du comté Elgin (Graham Road, ancienne Route 76), West Lorne | 216      |
| Dutton/Dunwich                                                                         | 148.694              | 148.651              | 149      | Route 8 du comté Elgin (Currie Road), Dutton | 225      |
| Dutton/Dunwich Southwold                                                               | 157.050              | 157.936              | 157      | Route 14 du comté Elgin (Iona Road), Melbourne, Iona | 220      |
| Southwold                                                                              | 163.680              | 164.616              | 164      | Route 20 du comté Elgin (Union Road), Port Stanley, Shedden | 227      |
| London                                                                                 | 176.284(A)176,671(B) | 176.583(A)177.074(B) | 177AB    | R-4 (Colonel Talbot Road), St. Thomas, London | 254      |
| London                                                                                 | ~179                 | ~179                 | 179      | Wonderland Road sud | 267      |
| London                                                                                 | –                    | 183.823              | 183      | A-402 ouest (Direction ouest seulement) – Sarnia, Port Huron (MI) | 261      |
| London                                                                                 | 186.477              | 186.509              | 186      | Wellington Road sud, Exeter Road sud (Ancienne Route 135) | 262      |
| London                                                                                 | 188.724              | 189.703              | 189      | Highbury Avenue (Ancienne Route 126), London Centre-Ville, St. Thomas | 270      |
| London                                                                                 | 193.085              | 194.027              | 194      | Veterans Memorial Parkway (Ancienne Route 100), Aéroport de London (YXU) | 275      |
| Thames Centre                                                                          | 195.011              | 196.001              | 195      | Route 74 du comté Middlesex (Westchester Bourne, ancienne Route 74), Nilestown, Belmont | 280      |
| Thames Centre                                                                          | 198.824              | 199.787              | 199      | Route 32 du comté Middlesex (Dorchester Road), Dorchester | 275      |
| Thames Centre                                                                          | 202.401              | 203.434              | 203      | Route 73 du comté Middlesex (Elgin Road, ancienne Route 73), Aylmer | 268      |
| Thames Centre                                                                          | 208.462              | 209.012              | 208      | Route 30 du comté Middlesex (Putnam Road), Putnam, Avon | 274      |
| South-West Oxford                                                                      | 215.928              | 216.954              | 216      | Route 10 du comté Oxford (Culloden Road) | 289      |
| South-West Oxford                                                                      | 218.556              | 219.505              | 218      | R-19 sud, Route 19 du Comté Oxford (Plank Line), Tilsonburg | 290      |
| South-West Oxford                                                                      | 222.262              | 223.207              | 222      | Route 6 du comté Oxford, Stratford, Embro | 315      |
| South-West Oxford Woodstock                                                            | 229.890              | 230.939              | 230      | Route 12 du comté Oxford (Sweaburg Road), Sweaburg | 319      |
| Woodstock                                                                              | 231.977              | 233.000              | 232      | Route 59 du comté Oxford, Delhi | 299      |
| Norwich                                                                                | 235.046              | –                    | 235      | A-403 est (Direction est seulement) – Brantford, Hamilton, Niagara Falls | 304      |
| Norwich                                                                                | 236.422              | 237.286              | 236      | Route 15 du comté Oxford (Towerline Road), Woodstock | 311      |
| Norwich                                                                                | 237.939              | 238.976              | 238AB    | Route 2 du comté Oxford, Woodstock, Paris | 300      |
| Blandford-Blenheim                                                                     | 249.851              | 250.612              | 250      | Route 29 du comté Oxford (Drumbo Road), Innerkip | 303      |
| North Dumfries                                                                         | 267.903              | 268.127              | 268AB    | Route régionale 97 de Waterloo (Cedar Creek Road, ancienne Route 97, signalisée 268A et 268B sur la 401 Est)                                                                                 | 335      |
| Kitchener Cambridge                                                                    | 274.983              | 275.815              | 275      | Route régionale 28 de Waterloo (Homer Watson Boulevard / Fountain Street) | 295      |
| Kitchener Cambridge                                                                    | 277.839(A)278.245(B) | 279.186              | 278AB    | R-8 nord – Kitchener-Waterloo centre, Stratford (sortie 278B en direction Est, 278 en direction Ouest)Route régionale 97 de Waterloo sud, Cambridge (sortie 278A en direction Est seulement) | 307      |
| Cambridge                                                                              | 282.224              | 283.207              | 282      | Vers R-24 sud – Brantford, Cambridge centreHespeler Road (route régionale 24 de Waterloo) | 300      |
| Cambridge                                                                              | 283.791              | –                    | 284      | Route régionale 36 de Waterloo (Franklin Boulevard, direction est seulement) | 321      |
| Cambridge                                                                              | 285.774              | 286.971              | 286      | Route régionale 33 de Waterloo (Townline Road) | 315      |
| Puslinch                                                                               | 294.936              | 296.024              | 295      | R-6 nord – Guelph | 310      |
| Puslinch                                                                               | 299.936              | 300.412              | 299      | R-6 sud – HamiltonBrock Road (route 46 du Wellington County), Guelph, Hamilton | 329      |
| Milton                                                                                 | 311.482              | 312.103              | 312      | Route régionale 1 de Halton (Guelph Line), Burlington, Campbellville | 293      |
| Milton                                                                                 | 319.669              | 320.541              | 320      | Route régionale 25 de Halton (ancienne route 25), Milton centre, Acton | 208      |
| Milton                                                                                 | 323.421              | 324.313              | 324      | Route régionale 4 de Halton (James Snow Parkway) | 197      |
| Milton Halton Hills                                                                    | 327.650              | 328.607              | 328      | Route régionale 3 de Halton (Trafalgar Road), Oakville, Halton Hills, Georgetown | 197      |
| Milton                                                                                 | 329.841(A)330.755(B) | 331.730              | 330AB    | A-407 – Oakville, Hamilton, Richmond Hill (vers autoroute 407 ouest seulement depuis la 401 ouest)                                                                                           | 224      |
| Mississauga                                                                            | 332.498              | 333.286              | 333      | Route régionale 19 de Peel, Winston Churchill Boulevard | 215      |
| Mississauga                                                                            | 336.030              | 337.112              | 336      | Route régionale 1 de Peel (Mississauga Road, Erin Mills Parkway) | 197      |
| Mississauga                                                                            | 339.573              | 340.442              | 340      | Mavis Road | 195      |
| Mississauga                                                                            | 341.313              | –                    | –        | Début des voies express et collectrices (Direction Est) | 191      |
| Mississauga                                                                            | 341.683              | 343.527              | 342      | Hurontario Street (ancienne route 10), Mississauga Centre-Ville | 202      |
| Mississauga                                                                            | 343.419              | 345.676 345.870      | 344      | A-403 Ouest (vers QEW – Mississauga centre-ville, Hamilton (accès depuis la 401 ouest seulement) A-410 Nord – Brampton, Orangeville                                                          | 180      |
| Mississauga                                                                            | 344.172              | 346.925 349.920      | 346      | Route régionale 4 de Peel, (Dixie Road; accès à la 410 depuis la 401 ouest) | 162      |
| Mississauga                                                                            | 348.217              | –                    | –        | Accès entre les voies express et collectrices en direction Est | 161      |
| Mississauga Toronto                                                                    | 350.274 350.952      | –                    | 348      | A-427, vers QEW, Gardiner Expwy. – Aéroport Pearson de Toronto, Etobicoke, TORONTO CENTRE-VILLE (direction Est)Renforth Drive (Direction est seulement)                                      | 155      |
| TORONTO                                                                                | 351.130              | –                    | 350      | Eglinton Avenue (Direction Est seulement) | 153      |
| TORONTO                                                                                | –                    | 352.196              | 351      | Carlingview Drive (Direction ouest seulement) | 150      |
| TORONTO                                                                                | –                    | 352.963              | 352      | A-427 sud, vers QEW/Gardiner Expwy. – Etobicoke, Hamilton (Direction ouest seulement, aucun accès à la 427 Nord)                                                                             | 151      |
| TORONTO                                                                                | 353.731              | 354.476              | 354      | Dixon Road, Martin Grove Road | 169      |
| TORONTO                                                                                | 355.365              | –                    | –        | Accès aux voies collectrices en direction Est | 156      |
| TORONTO                                                                                | –                    | 356.790 357.261      | 355      | A-409 ouest, vers A-427 nord – Aéroport Pearson de Toronto (Direction ouest seulement)Belfield Road (direction ouest)                                                                        | 163      |
| TORONTO                                                                                | 356.058              | 356.677 357.213      | 356      | Islington Avenue, quartier Richview | 152      |
| TORONTO                                                                                | 357.418              | 358.279              | 357      | Weston Road | 131      |
| TORONTO                                                                                | 358.553 358.571      | 359.822              | 359      | A-400 Nord – BarrieBlack Creek Drive Sud, Toronto | 129      |
| TORONTO                                                                                | 360.363              | 361.370              | –        | Accès complet entre les voies express et collectrices dans les deux directions (Basketweave)                                                                                                 | 139      |
| TORONTO                                                                                | 362.007              | 362.876              | 362      | Keele Street, York, Downsview | 173      |
| TORONTO                                                                                | 363.965              | –                    | 364      | Dufferin Street, Yorkdale Road (Direction est seulement), quartier Yorkdale | 196      |
| TORONTO                                                                                | 364.649              | 366.141 366.259      | 365      | Allen Road, Yorkdale Road – York, quartier Lawrence Heights, quartier Bathurst Manor Aéroport local/exécutif de Toronto (YZD) (en)                                                           | 185      |
| TORONTO                                                                                | 365.251              | –                    | –        | Accès aux voies collectrices (direction Est) | 185      |
| TORONTO                                                                                | –                    | 366.527              | 366      | Bathurst Street (Direction ouest seulement), quartier Wilson Heights, quartier Nortown | 191      |
| TORONTO                                                                                | 367.370              | 368.024              | 367      | Avenue Road (Ancienne route 11A), quartier Bedford Park | 180      |
| TORONTO                                                                                | 368.435              | 368.802              | –        | Accès aux voies express en direction Est, et aux voies collectrices en direction Ouest | 171      |
| TORONTO                                                                                | 369.071              | 370.218              | 369      | Yonge Street (Ancienne Route 11), North York, quartier North Toronto | 173      |
| TORONTO                                                                                | 371.056              | 371.893              | 371      | Bayview Avenue | 177      |
| TORONTO                                                                                | 371.980              | 372.431              | –        | Accès aux voies collectrices en direction Est et aux voies express en direction Ouest | 169      |
| TORONTO                                                                                | 372.856              | 373.954              | 373      | Leslie Street | 147      |
| TORONTO                                                                                | 374.729 374.813      | 376.071 376.275      | 375      | A-404 nord – Richmond Hill, Newmarket Don Valley Parkway sud – TORONTO CENTRE-VILLE | 171      |
| TORONTO                                                                                | 375.062              | 375.552              | –        | Accès aux voies express en direction Est et aux voies collectrices en direction Ouest | 174      |
| TORONTO                                                                                | 376.522              | 377.319              | 376      | Victoria Park Avenue, quartier Parkwoods | 175      |
| TORONTO                                                                                | 378.153              | 378.273              | 378      | Warden Avenue, quartier L'Amoreaux, quartier Wexford-Maryvale | 182      |
| TORONTO                                                                                | 378.498              | 378.875              | –        | Accès aux voies collectrices en direction Est et aux voies express en direction Ouest | 186      |
| TORONTO                                                                                | 379.173              | 380.080              | 379      | Kennedy Road, Scarborough (quartier Dorset Park), Agincourt | 177      |
| TORONTO                                                                                | 380.566              | 381.317              | –        | Accès aux voies express en direction Est et aux voies collectrices en direction Ouest | 176      |
| TORONTO                                                                                | 380.877              | –                    | 380      | Brimley Road sud (Direction est seulement), Scarborough | 174      |
| TORONTO                                                                                | 381.651              | 382.456              | 381      | McCowan Road, Scarborough Centre-Ville, Scarborough Town Centre | 165      |
| TORONTO                                                                                | 382.424              | 383.065              | –        | Accès aux voies collectrices en direction Est aux voies express en direction Ouest | 161      |
| TORONTO                                                                                | 383.345              | 384.189              | 383      | Markham Road (Ancienne Route 48), Markham, Scarborough | 166      |
| TORONTO                                                                                | 384.876              | 385.573              | –        | Accès aux voies collectrices en direction Est et aux voies express en direction Ouest | 161      |
| TORONTO                                                                                | 385.026              | 385.859              | 385      | Neilson Road, quartier Malvern | 163      |
| TORONTO                                                                                | 386.513              | 387.445              | 387      | Morningside Avenue, quartier Highland Creek | 146      |
| TORONTO                                                                                | 386.718              | 387.538              | –        | Accès aux voies express en direction Est et aux voies collectrices en direction Ouest | 138      |
| TORONTO                                                                                | 388.854              | 389.238              | –        | Accès aux voies collectrices en direction Est et aux voies express en direction Ouest | 128      |
| TORONTO                                                                                | 389.057              | 389.882              | 389      | Meadowvale Road, quartier Port Union, Zoo de Toronto | 125      |
| TORONTO                                                                                | 390.278              | –                    | 390      | Route régionale 2 de Toronto (ancienne R-2), Kingston Road, Port Union Road (Direction Est seulement)                                                                                        | 127      |
| TORONTO                                                                                | –                    | 391.877              | 392      | Route régionale 2 de Toronto (ancienne R-2), Kingston Road, TorontoSheppard Avenue (ancienne route 2A), quartier RougePort Union Road, quartier Port Union (Direction ouest seulement)       | 112      |
| TORONTO                                                                                | 391.911              | 392.235              | –        | Accès aux voies express en direction Est et aux voies collectrices (sortie 392) en direction Ouest                                                                                           | 106      |
| TORONTO                                                                                | –                    | 393.236              | –        | Accès aux voies express en direction Ouest seulement | 99       |
| Pickering                                                                              | 394.031              | 395.300              | 394      | Route régionale 38 de Durham (Whites Road) | 108      |
| Pickering                                                                              | 394.919              | 395.767              | –        | Accès aux voies collectrices dans les deux directions | 98       |
| Pickering                                                                              | –                    | 397.711              | 397      | Route régionale 29 de Durham (Liverpool Road), Pickering centre (Direction ouest seulement)                                                                                                  | 90       |
| Pickering                                                                              | 398.117              | 399.480              | 399      | Route régionale 1 de Durham (Brock Road) | 92       |
| Pickering                                                                              | –                    | 399.089              | –        | Début des voies express et collectrices en direction Ouest | 90       |
| Ajax                                                                                   | 401.265              | 402.176              | 401      | Route régionale 31 de Durham (Westney Road; a remplacé la sortie 400 en 1988) | 93       |
| Ajax                                                                                   | 403.286              | 404.520              | 404      | Route régionale 41 de Durham (Salem Road), Ajax centre (a remplacé la sortie 403 en 2004) | 98       |
| Ajax                                                                                   | ~406.9               | ~406.9               | 406      | Route régionale 23 de Durham, Lake Ridge Road | 86       |
| Whitby                                                                                 | ~407.7               | ~407.7               | 408      | A-412 Nord (connecteur Ouest), vers A-407 – Greenwood, Markham | 83       |
| Whitby                                                                                 | 410.439              | 410.822              | 410      | Brock Street, Whitby centre (Ancienne route 12) | 85       |
| Whitby                                                                                 | 412.443              | 413.483              | 412      | Route régionale 26 de Durham (Thickson Road) | 94       |
| Oshawa                                                                                 | 414.870              | 415.921              | 415      | Route régionale 53 de Durham (Stevenson Road; a remplacé en 2009 la sortie 416 avec Park Road)                                                                                               | 111      |
| Oshawa                                                                                 | 416.893              | –                    | 417      | Route régionale 2 de Durham (Simcoe Street)Route régionale 22 de Durham (Direction est seulement)                                                                                            | 97       |
| Oshawa                                                                                 | 417.538              | 417.899              | 418      | Route régionale 16 de Durham, Route régionale 2 de Durham (Ritson Road), Oshawa Centre-Ville                                                                                                 | 103      |
| Oshawa                                                                                 | 418.922              | 419.797              | 419      | Route régionale 22 de Durham, route régionale 33 de Durham. (Bloor Street, Harmony Road) | 85       |
| Clarington                                                                             | 424.612              | 425.311              | 425      | Route régionale 34 de Durham (Courtice Road), Courtice | 101      |
| Clarington                                                                             | ~426.5               | ~426.5               | 426      | A-418 nord (Connecteur de Durham Est), vers A-407 – Markham, banlieues Nord | 108      |
| Clarington                                                                             | 427.697              | –                    | 428      | Holt Road (Direction est seulement), Centrale nucléaire de Darlington | 115      |
| Clarington                                                                             | 430.857              | 431.662              | 431      | Route régionale 57 de Durham (Waverley Road), Bowmanville | 87       |
| Clarington                                                                             | 432.225              | 432.603              | 432      | Route régionale 14 de Durham (Liberty Street), Bowmanville, Port Darlington | 85       |
| Clarington                                                                             | 435.077              | 435.027              | 435      | Bennett Road | 111      |
| Clarington                                                                             | 435.822              | 436.841              | 436      | R-35 nord, R-115 nord – Orono, Peterborough | 99       |
| Clarington                                                                             | 439.846              | 440.149              | 440      | Route régionale 17 de Durham (Mill Street), Newcastle | 91       |
| Clarington                                                                             | 447.464              | 448.374              | 448      | Route régionale 18 de Durham (Newtonville Road), Newtonville | 142      |
| Port Hope                                                                              | 455.975              | 456.883              | 456      | Wesleyville Road | 125      |
| Port Hope                                                                              | 460.881              | 461.886              | 461      | Route 2 du comté Northumberland (Toronto Road), Welcome, Port Hope centre | 137      |
| Port Hope                                                                              | 464.635              | 465.269              | 464      | Route 28 du comté Northumberland (Ontario Street, ancienne route 28), Bewdley, Peterborough                                                                                                  | 106      |
| Cobourg                                                                                | 472.091              | 473.032              | 472      | Route 18 du comté Northumberland (Burnham Street), Gores Landing | 106      |
| Cobourg                                                                                | 474.597              | 474.632              | 474      | Route 45 du comté Northumberland (Ancienne route 45), Baltimore (ON), Norwood, Cobourg centre                                                                                                | 105      |
| Alnwick/Haldimand                                                                      | 486.544              | 487.610              | 487      | Route 23 du comté Northumberland (Lyle Street), Grafton, Centreton | 166      |
| Cramahe                                                                                | 497.011              | 497.775              | 497      | Route 25 du comté Northumberland (Percy Street / Big Apple Drive), Colborne, Castleton | 167      |
| Brighton                                                                               | 509.832              | 510.097              | 509      | Route 30 du comté Northumberland (ancienne route 30), Campbellford, Brighton | 199      |
| Quinte West                                                                            | 521.886              | 522.609              | 522      | Route 40 du comté Hastings (Wooler Road), Trenton | 112      |
| Quinte West                                                                            | 524.899              | 525.296              | 525      | Route 33 du comté Hastings (ancienne route 33), Frankford, Trenton | 84       |
| Quinte West                                                                            | 526.393              | 526.998              | 526      | Route 4 du comté Hastings (Glen Miller Road), Trenton centre, BFC Trenton | 86       |
| Quinte West Belleville                                                                 | 537.911              | 538.517              | 538      | Route 1 du comté Hastings (Wallbridge-Loyalist Road), Stirling | 105      |
| Belleville                                                                             | 542.317(A)542.682(B) | 542.596(A)543.005(B) | 543AB    | R-62 (vers route 14 du comté Hastings), Marmora, Madoc, Belleville centre | 98       |
| Belleville                                                                             | 543.390              | 543.708              | 544      | R-37, Tweed | 95       |
| Tyendinaga                                                                             | 555.492              | 555.837              | 556      | Route 7 du comté Hastings (Shannonville Road), Shannonville, réserve amérindienne de Tyendinaga                                                                                              | 110      |
| Tyendinaga                                                                             | 566.040              | 566.612              | 566      | R-49 sud (Marysville Road), Picton, Sandbanks Route 15 du comté Hastings, Deseronto | 104      |
| Tyendinaga                                                                             | 570.181              | 570.695              | 570      | Route 10 du comté Hastings (Deseronto Road), Deseronto | 113      |
| Greater Napanee                                                                        | 578.724              | 578.676              | 579      | Route 41 du comté Lennox et Addington (ancienne route 41), Kaladar, Nepanee centre | 101      |
| Greater Napanee                                                                        | 581.763              | 582.132              | 582      | Route 5 du comté Lennox et Addington (Palace Road), Nepanee, Newburgh | 91       |
| Loyalist                                                                               | 593.049              | 593.621              | 593      | Route 4 du comté Lennox et Addington, Camden East Road (ancienne route 133), Millhaven, Camden East                                                                                          | 110      |
| Loyalist                                                                               | 598.599              | 599.172              | 599      | Route 6 du comté Lennox et Addington (Wilton Road), Yarker, Amherstview, Odessa | 125      |
| Kingston                                                                               | 610.754              | 610.757              | 611      | Gardiners Road (ancienne route 38), Harrowsmith, Sharbot Lake | 110      |
| Kingston                                                                               | 612.587              | 613.492              | 613      | Route 9 du comté Frontenac, Sydenham Road | 106      |
| Kingston                                                                               | 614.801              | 615.199              | 615      | Sir John A. Macdonald Boulevard, Kingston Centre-Ville | 91       |
| Kingston                                                                               | 616.286              | 617.332              | 617      | Route 10 du comté Frontenac (Division Street), Westport | 94       |
| Kingston                                                                               | 618.038              | 619.127              | 619      | Route 11 du comté Frontenac (Battersea Road, Montréal Street), Battersea, Kingston Centre-Ville                                                                                              | 98       |
| Kingston                                                                               | 622.021              | 623.233              | 623      | R-15 nord – Smiths Falls, Carleton Place Route 15 du Comté Frontenac sud | 109      |
| Kingston                                                                               | 631.469              | 632.300              | 632      | Route 16 du comté Frontenac (Joyceville Road), Joyceville | 113      |
| Gananoque Leeds and the Thousand Islands                                               | 644.671              | 645.382              | 645      | Route 32 des comtés unis de Leeds et Grenville (ancienne route 32), Crosby | 91       |
| Gananoque Leeds and the Thousand Islands                                               | 646.485              | –                    | 647      | Thousand Islands Parkway (Direction est seulement), Rockport | 91       |
| Leeds and the Thousand Islands                                                         | –                    | 648.361              | 648      | R-2Route 2 des comtés unis de Leeds et Grenville (sortie est combinée avec 647), Gananoque                                                                                                   | 88       |
| Leeds and the Thousand Islands                                                         | 658.649              | 659.276              | 659      | Route 3 des comtés unis de Leeds et Grenville (Reynolds Road), Ivy Lea, Lansdowne | 95       |
| Leeds and the Thousand Islands                                                         | 660.638              | 660.937              | 661      | R-137 sud, Hill Island, Ontario, 1000 Islands, Pont vers les É.-U. État de New YorkVers I-81 sud – Alexandria Bay, Watertown, Syracuse                                                       | 91       |
| Front of Yonge                                                                         | 674.848              | 675.897              | 675      | Route 5 des comtés unis de Leeds et Grenville (Mallorytown Road), Mallorytown, Rockport | 92       |
| Elizabethtown-Kitley                                                                   | –                    | 684.712              | 685      | Thousand Islands Parkway (Direction Ouest seulement) | 91       |
| Elizabethtown-Kitley                                                                   | 686.177              | 686.913              | 687      | Route 2 des comtés unis de Leeds et Grenville, Brockville (secteur Sud-Ouest) | 90       |
| Brockville                                                                             | 695.848              | 696.617              | 696      | Route 29 des comtés unis de Leeds et Grenville (ancienne route 29 et route 42), Brockville centre, Smiths Falls                                                                              | 99       |
| Brockville                                                                             | 697.788              | 698.496              | 698      | North Augusta Road, Brockville, North Augusta | 95       |
| Augusta                                                                                | 704.440              | 704.542              | 705      | Route 35 des comtés unis de Leeds et Grenville (Maitland Road), Maitland, Merrickville | 101      |
| Prescott                                                                               | 715.781              | 716.580              | 716      | Route 18 des comtés unis de Leeds et Grenville (Edward Street), Prescott | 91       |
| Edwardsburgh/Cardinal                                                                  | 718.980              | –                    | 721A     | A-416 Nord – Ottawa (sortie 721A directe en direction Est seulement) | 90       |
| Edwardsburgh/Cardinal                                                                  | 720.758              | 721.980              | 721B 721 | R-16, Pont vers USA (vers NY-37), Johnstown, Ogdensburg (NY) (direction Est, numérotée 721B) Vers A-416 nord – Ottawa (direction Ouest, numérotée 721)                                       | 90       |
| Edwardsburgh/Cardinal                                                                  | 729.541              | 730.283              | 730      | Route 22 des comtés unis de Leeds et Grenville (Shanly Road), Cardinal | 91       |
| South Dundas                                                                           | 737.745              | 738.144              | 738      | Route 1 des comtés unis de Stormont, Dundas et Glengarry (Carman Road), Iroquois | 80       |
| South Dundas                                                                           | 749.890              | 750.631              | 750      | Route 31 des comtés unis de Stormont, Dundas et Glengarry, (ancienne route 31), Morrisburg, Winchester                                                                                       | 81       |
| South Dundas                                                                           | 758.054              | 758.260              | 758      | Upper Canada Road, Upper Canada Village | 67       |
| South Stormont                                                                         | 769.639              | 769.957              | 770      | Route 14 des comtés unis de Stormont, Dundas et Glengarry (Dickinson Drive), Ingleside | 80       |
| South Stormont                                                                         | 777.524              | 778.203              | 778      | Route 35 des comtés unis de Stormont, Dundas et Glengarry (Moulinette Road), Long Sault | 83       |
| South Stormont                                                                         | 785.949              | –                    | 786      | Route 33 des comtés unis de Stormont, Dundas et Glengarry (Power Dam Drive; direction Est seulement)                                                                                         | 66       |
| Cornwall                                                                               | 788.966              | 789.657              | 789      | R-138 (Brookdale Avenue) – Cornwall centre-ville, Hawkesbury, Alexandria, OttawaVers État de New York, Massena (Three Nations Crossing)                                                      | 60       |
| Cornwall                                                                               | 791.684              | 791.965              | 792      | Route 42 des comtés unis de Stormont, Dundas et Glengarry, McConnell Avenue, Cornwall | 60       |
| Cornwall South Glengarry                                                               | 796.063              | 796.063              | 796      | Route 44 des comtés unis de Stormont, Dundas et Glengarry (Boundary Road) | 58       |
| South Glengarry                                                                        | 804.258              | 804.885              | 804      | Route 27 des comtés unis de Stormont, Dundas et Glengarry (Summerstown Road), Summertown | 57       |
| South Glengarry                                                                        | 813.353              | 813.652              | 814      | Route 2 et 34 des comtés unis de Stormont, Dundas et Glengarry (ancienne route 34), Lancaster, Alexandria                                                                                    | 50       |
| South Glengarry                                                                        | 824.918              | 824.920              | 825      | Route 23 des comtés unis de Stormont, Dundas et Glengarry (4th Line Road, Curry Hill Road), Bainsville                                                                                       | 48       |
| Continue sur l' Autoroute 20 au Québec                                                 |                      |                      |          | |          |
| Voies express (sorties 342–399) Voies collectrices (sorties 342–399) - En construction |                      |                      |          | |          |

## Aires de service
Les aires de service de l'autoroute 401 sont situées aux endroits suivants:
| Municipalité      | km  | Direction |
| ----------------- | --- | --------- |
| Tilbury North     | 61  | Ouest     |
| Tilbury South     | 61  | Est       |
| Dutton            | 143 | Est       |
| West Lorne        | 144 | Ouest     |
| Ingersoll         | 223 | Ouest     |
| Woodstock         | 225 | Est       |
| Cambridge North   | 289 | Est       |
| Cambridge South   | 289 | Ouest     |
| Newcastle         | 444 | Ouest     |
| Port Hope         | 453 | Est       |
| Trenton North     | 519 | Ouest     |
| Trenton South     | 519 | Est       |
| Napanee           | 591 | Ouest     |
| Odessa            | 604 | Est       |
| Mallorytown North | 677 | Ouest     |
| Mallorytown South | 679 | Est       |
| Morrisburg        | 756 | Est       |
| Ingleside         | 761 | Ouest     |
| Bainsville        | 827 | Ouest     |

Ces centres de service étaient presque tous fermés et démolis en 2010-2011 pour être remplacés par des nouveaux centres qui s’appellent ONroute (comme jeu de mots sur « en route »), exploités par Host Kilmer, une filiale de HMShost. Les nouveaux centres de service ont des essenceries Canadian Tire et comprennent typiquement un ou deux restaurants, des beignes Tim Hortons et un petit dépanneur.